# Эйве, Макс
Махгилис (Макс) Эйве (нидерл. Machgielis «Max» Euwe, МФА: [ˈmɑks ˈøˑwə]; 20 мая 1901, Ватерграфсмер — 26 ноября 1981, Амстердам) — нидерландский шахматист, гроссмейстер (1950), 5-й чемпион мира (1935—1937), шахматный теоретик и математик. Эйве стал чемпионом мира, победив Александра Алехина в матче 1935 года, но в 1937 году в Нидерландах проиграл ему в матче-реванше. Эйве после кончины Капабланки и Алехина оставался одним из сильнейших шахматистов мира до конца 1940-х годов, а по окончании карьеры на высшем уровне занялся исследованиями в области информатики.
В 1970 году Эйве был избран президентом ФИДЕ и занимал эту должность два срока (1970—1978). На период его президентства пришлись скандальный матч на первенство мира между Борисом Спасским и Робертом Фишером (Рейкьявик, 1972) и не увенчавшиеся успехом переговоры о проведении матча Фишер — Анатолий Карпов (1975).
Игра Эйве отличалась логичностью и точным расчётом вариантов. Эйве был известен как сильный тактик, а также знаток дебютной теории. Его перу принадлежит большое количество книг, наиболее известны из которых шахматные учебники и дебютные справочники.

## Биография

### Детство и юность
Махгилис (Макс) Эйве родился 20 мая 1901 года в пригороде Амстердама в семье учителя младших классов церковной школы Корнелиуса Эйве и его жены Элизабет. У Макса был старший брат Виллем, младшие братья Кеес и Боб и сёстры Анни и Тини. Позднее Корнелиус был вынужден сменить работу и перешёл работать в гражданскую школу ради большей зарплаты, а также давал уроки скрипки и фортепиано. Он обучал музыке и своих детей. Супруги Эйве любили шахматы и раз в неделю устраивали турниры для знакомых. Макс научился игре в четыре года и скоро начал обыгрывать родителей.
Эйве посещал ту же школу, где преподавал его отец. Особые способности у него были к математике. Ребёнком Эйве играл в юношеском клубе, куда допускались шахматисты 16—23 лет. Для юного Эйве было сделано исключение. В 12 лет зимой 1913 года он был принят в шахматный клуб Амстердама. На следующий год Эйве выиграл в сеансе одновременной игры у известного мастера Кольсте. К четырнадцати годам он стал участвовать в турнирах, проводимых Шахматной федерацией Нидерландов.
В 1917 году Эйве вошёл в группу «Б» чемпионата страны, получив первое денежное вознаграждение. В то время в Нидерландах жило много известных шахматистов, и с некоторыми из их числа молодой Эйве смог познакомиться в клубе. Он лично знал таких мастеров, как Тарраш, Рети, Тартаковер, Мароци, последний стал близким другом Эйве на десятилетия.

### Путь к титулу
|   | a | b | c | d | e | f | g | h |   |
| - | --- | --- | --- | --- | --- | --- | --- | --- | - |
| 8 | d8 чёрная ладья · f8 чёрный король · h8 чёрная ладья · a7 чёрная пешка · b7 чёрный слон · e7 чёрный слон · f7 чёрная пешка · g7 чёрная пешка · h7 чёрная пешка · b6 чёрная пешка · f6 чёрный конь · b3 белая пешка · d3 чёрный ферзь · f3 белый конь · a2 белая пешка · b2 белый слон · d2 белый конь · f2 белая пешка · g2 белая пешка · h2 белая пешка · c1 белая ладья · d1 белый ферзь · e1 белая ладья · g1 белый король | d8 чёрная ладья · f8 чёрный король · h8 чёрная ладья · a7 чёрная пешка · b7 чёрный слон · e7 чёрный слон · f7 чёрная пешка · g7 чёрная пешка · h7 чёрная пешка · b6 чёрная пешка · f6 чёрный конь · b3 белая пешка · d3 чёрный ферзь · f3 белый конь · a2 белая пешка · b2 белый слон · d2 белый конь · f2 белая пешка · g2 белая пешка · h2 белая пешка · c1 белая ладья · d1 белый ферзь · e1 белая ладья · g1 белый король | d8 чёрная ладья · f8 чёрный король · h8 чёрная ладья · a7 чёрная пешка · b7 чёрный слон · e7 чёрный слон · f7 чёрная пешка · g7 чёрная пешка · h7 чёрная пешка · b6 чёрная пешка · f6 чёрный конь · b3 белая пешка · d3 чёрный ферзь · f3 белый конь · a2 белая пешка · b2 белый слон · d2 белый конь · f2 белая пешка · g2 белая пешка · h2 белая пешка · c1 белая ладья · d1 белый ферзь · e1 белая ладья · g1 белый король | d8 чёрная ладья · f8 чёрный король · h8 чёрная ладья · a7 чёрная пешка · b7 чёрный слон · e7 чёрный слон · f7 чёрная пешка · g7 чёрная пешка · h7 чёрная пешка · b6 чёрная пешка · f6 чёрный конь · b3 белая пешка · d3 чёрный ферзь · f3 белый конь · a2 белая пешка · b2 белый слон · d2 белый конь · f2 белая пешка · g2 белая пешка · h2 белая пешка · c1 белая ладья · d1 белый ферзь · e1 белая ладья · g1 белый король | d8 чёрная ладья · f8 чёрный король · h8 чёрная ладья · a7 чёрная пешка · b7 чёрный слон · e7 чёрный слон · f7 чёрная пешка · g7 чёрная пешка · h7 чёрная пешка · b6 чёрная пешка · f6 чёрный конь · b3 белая пешка · d3 чёрный ферзь · f3 белый конь · a2 белая пешка · b2 белый слон · d2 белый конь · f2 белая пешка · g2 белая пешка · h2 белая пешка · c1 белая ладья · d1 белый ферзь · e1 белая ладья · g1 белый король | d8 чёрная ладья · f8 чёрный король · h8 чёрная ладья · a7 чёрная пешка · b7 чёрный слон · e7 чёрный слон · f7 чёрная пешка · g7 чёрная пешка · h7 чёрная пешка · b6 чёрная пешка · f6 чёрный конь · b3 белая пешка · d3 чёрный ферзь · f3 белый конь · a2 белая пешка · b2 белый слон · d2 белый конь · f2 белая пешка · g2 белая пешка · h2 белая пешка · c1 белая ладья · d1 белый ферзь · e1 белая ладья · g1 белый король | d8 чёрная ладья · f8 чёрный король · h8 чёрная ладья · a7 чёрная пешка · b7 чёрный слон · e7 чёрный слон · f7 чёрная пешка · g7 чёрная пешка · h7 чёрная пешка · b6 чёрная пешка · f6 чёрный конь · b3 белая пешка · d3 чёрный ферзь · f3 белый конь · a2 белая пешка · b2 белый слон · d2 белый конь · f2 белая пешка · g2 белая пешка · h2 белая пешка · c1 белая ладья · d1 белый ферзь · e1 белая ладья · g1 белый король | d8 чёрная ладья · f8 чёрный король · h8 чёрная ладья · a7 чёрная пешка · b7 чёрный слон · e7 чёрный слон · f7 чёрная пешка · g7 чёрная пешка · h7 чёрная пешка · b6 чёрная пешка · f6 чёрный конь · b3 белая пешка · d3 чёрный ферзь · f3 белый конь · a2 белая пешка · b2 белый слон · d2 белый конь · f2 белая пешка · g2 белая пешка · h2 белая пешка · c1 белая ладья · d1 белый ферзь · e1 белая ладья · g1 белый король | 8 |
| 7 | d8 чёрная ладья · f8 чёрный король · h8 чёрная ладья · a7 чёрная пешка · b7 чёрный слон · e7 чёрный слон · f7 чёрная пешка · g7 чёрная пешка · h7 чёрная пешка · b6 чёрная пешка · f6 чёрный конь · b3 белая пешка · d3 чёрный ферзь · f3 белый конь · a2 белая пешка · b2 белый слон · d2 белый конь · f2 белая пешка · g2 белая пешка · h2 белая пешка · c1 белая ладья · d1 белый ферзь · e1 белая ладья · g1 белый король | d8 чёрная ладья · f8 чёрный король · h8 чёрная ладья · a7 чёрная пешка · b7 чёрный слон · e7 чёрный слон · f7 чёрная пешка · g7 чёрная пешка · h7 чёрная пешка · b6 чёрная пешка · f6 чёрный конь · b3 белая пешка · d3 чёрный ферзь · f3 белый конь · a2 белая пешка · b2 белый слон · d2 белый конь · f2 белая пешка · g2 белая пешка · h2 белая пешка · c1 белая ладья · d1 белый ферзь · e1 белая ладья · g1 белый король | d8 чёрная ладья · f8 чёрный король · h8 чёрная ладья · a7 чёрная пешка · b7 чёрный слон · e7 чёрный слон · f7 чёрная пешка · g7 чёрная пешка · h7 чёрная пешка · b6 чёрная пешка · f6 чёрный конь · b3 белая пешка · d3 чёрный ферзь · f3 белый конь · a2 белая пешка · b2 белый слон · d2 белый конь · f2 белая пешка · g2 белая пешка · h2 белая пешка · c1 белая ладья · d1 белый ферзь · e1 белая ладья · g1 белый король | d8 чёрная ладья · f8 чёрный король · h8 чёрная ладья · a7 чёрная пешка · b7 чёрный слон · e7 чёрный слон · f7 чёрная пешка · g7 чёрная пешка · h7 чёрная пешка · b6 чёрная пешка · f6 чёрный конь · b3 белая пешка · d3 чёрный ферзь · f3 белый конь · a2 белая пешка · b2 белый слон · d2 белый конь · f2 белая пешка · g2 белая пешка · h2 белая пешка · c1 белая ладья · d1 белый ферзь · e1 белая ладья · g1 белый король | d8 чёрная ладья · f8 чёрный король · h8 чёрная ладья · a7 чёрная пешка · b7 чёрный слон · e7 чёрный слон · f7 чёрная пешка · g7 чёрная пешка · h7 чёрная пешка · b6 чёрная пешка · f6 чёрный конь · b3 белая пешка · d3 чёрный ферзь · f3 белый конь · a2 белая пешка · b2 белый слон · d2 белый конь · f2 белая пешка · g2 белая пешка · h2 белая пешка · c1 белая ладья · d1 белый ферзь · e1 белая ладья · g1 белый король | d8 чёрная ладья · f8 чёрный король · h8 чёрная ладья · a7 чёрная пешка · b7 чёрный слон · e7 чёрный слон · f7 чёрная пешка · g7 чёрная пешка · h7 чёрная пешка · b6 чёрная пешка · f6 чёрный конь · b3 белая пешка · d3 чёрный ферзь · f3 белый конь · a2 белая пешка · b2 белый слон · d2 белый конь · f2 белая пешка · g2 белая пешка · h2 белая пешка · c1 белая ладья · d1 белый ферзь · e1 белая ладья · g1 белый король | d8 чёрная ладья · f8 чёрный король · h8 чёрная ладья · a7 чёрная пешка · b7 чёрный слон · e7 чёрный слон · f7 чёрная пешка · g7 чёрная пешка · h7 чёрная пешка · b6 чёрная пешка · f6 чёрный конь · b3 белая пешка · d3 чёрный ферзь · f3 белый конь · a2 белая пешка · b2 белый слон · d2 белый конь · f2 белая пешка · g2 белая пешка · h2 белая пешка · c1 белая ладья · d1 белый ферзь · e1 белая ладья · g1 белый король | d8 чёрная ладья · f8 чёрный король · h8 чёрная ладья · a7 чёрная пешка · b7 чёрный слон · e7 чёрный слон · f7 чёрная пешка · g7 чёрная пешка · h7 чёрная пешка · b6 чёрная пешка · f6 чёрный конь · b3 белая пешка · d3 чёрный ферзь · f3 белый конь · a2 белая пешка · b2 белый слон · d2 белый конь · f2 белая пешка · g2 белая пешка · h2 белая пешка · c1 белая ладья · d1 белый ферзь · e1 белая ладья · g1 белый король | 7 |
| 6 | d8 чёрная ладья · f8 чёрный король · h8 чёрная ладья · a7 чёрная пешка · b7 чёрный слон · e7 чёрный слон · f7 чёрная пешка · g7 чёрная пешка · h7 чёрная пешка · b6 чёрная пешка · f6 чёрный конь · b3 белая пешка · d3 чёрный ферзь · f3 белый конь · a2 белая пешка · b2 белый слон · d2 белый конь · f2 белая пешка · g2 белая пешка · h2 белая пешка · c1 белая ладья · d1 белый ферзь · e1 белая ладья · g1 белый король | d8 чёрная ладья · f8 чёрный король · h8 чёрная ладья · a7 чёрная пешка · b7 чёрный слон · e7 чёрный слон · f7 чёрная пешка · g7 чёрная пешка · h7 чёрная пешка · b6 чёрная пешка · f6 чёрный конь · b3 белая пешка · d3 чёрный ферзь · f3 белый конь · a2 белая пешка · b2 белый слон · d2 белый конь · f2 белая пешка · g2 белая пешка · h2 белая пешка · c1 белая ладья · d1 белый ферзь · e1 белая ладья · g1 белый король | d8 чёрная ладья · f8 чёрный король · h8 чёрная ладья · a7 чёрная пешка · b7 чёрный слон · e7 чёрный слон · f7 чёрная пешка · g7 чёрная пешка · h7 чёрная пешка · b6 чёрная пешка · f6 чёрный конь · b3 белая пешка · d3 чёрный ферзь · f3 белый конь · a2 белая пешка · b2 белый слон · d2 белый конь · f2 белая пешка · g2 белая пешка · h2 белая пешка · c1 белая ладья · d1 белый ферзь · e1 белая ладья · g1 белый король | d8 чёрная ладья · f8 чёрный король · h8 чёрная ладья · a7 чёрная пешка · b7 чёрный слон · e7 чёрный слон · f7 чёрная пешка · g7 чёрная пешка · h7 чёрная пешка · b6 чёрная пешка · f6 чёрный конь · b3 белая пешка · d3 чёрный ферзь · f3 белый конь · a2 белая пешка · b2 белый слон · d2 белый конь · f2 белая пешка · g2 белая пешка · h2 белая пешка · c1 белая ладья · d1 белый ферзь · e1 белая ладья · g1 белый король | d8 чёрная ладья · f8 чёрный король · h8 чёрная ладья · a7 чёрная пешка · b7 чёрный слон · e7 чёрный слон · f7 чёрная пешка · g7 чёрная пешка · h7 чёрная пешка · b6 чёрная пешка · f6 чёрный конь · b3 белая пешка · d3 чёрный ферзь · f3 белый конь · a2 белая пешка · b2 белый слон · d2 белый конь · f2 белая пешка · g2 белая пешка · h2 белая пешка · c1 белая ладья · d1 белый ферзь · e1 белая ладья · g1 белый король | d8 чёрная ладья · f8 чёрный король · h8 чёрная ладья · a7 чёрная пешка · b7 чёрный слон · e7 чёрный слон · f7 чёрная пешка · g7 чёрная пешка · h7 чёрная пешка · b6 чёрная пешка · f6 чёрный конь · b3 белая пешка · d3 чёрный ферзь · f3 белый конь · a2 белая пешка · b2 белый слон · d2 белый конь · f2 белая пешка · g2 белая пешка · h2 белая пешка · c1 белая ладья · d1 белый ферзь · e1 белая ладья · g1 белый король | d8 чёрная ладья · f8 чёрный король · h8 чёрная ладья · a7 чёрная пешка · b7 чёрный слон · e7 чёрный слон · f7 чёрная пешка · g7 чёрная пешка · h7 чёрная пешка · b6 чёрная пешка · f6 чёрный конь · b3 белая пешка · d3 чёрный ферзь · f3 белый конь · a2 белая пешка · b2 белый слон · d2 белый конь · f2 белая пешка · g2 белая пешка · h2 белая пешка · c1 белая ладья · d1 белый ферзь · e1 белая ладья · g1 белый король | d8 чёрная ладья · f8 чёрный король · h8 чёрная ладья · a7 чёрная пешка · b7 чёрный слон · e7 чёрный слон · f7 чёрная пешка · g7 чёрная пешка · h7 чёрная пешка · b6 чёрная пешка · f6 чёрный конь · b3 белая пешка · d3 чёрный ферзь · f3 белый конь · a2 белая пешка · b2 белый слон · d2 белый конь · f2 белая пешка · g2 белая пешка · h2 белая пешка · c1 белая ладья · d1 белый ферзь · e1 белая ладья · g1 белый король | 6 |
| 5 | d8 чёрная ладья · f8 чёрный король · h8 чёрная ладья · a7 чёрная пешка · b7 чёрный слон · e7 чёрный слон · f7 чёрная пешка · g7 чёрная пешка · h7 чёрная пешка · b6 чёрная пешка · f6 чёрный конь · b3 белая пешка · d3 чёрный ферзь · f3 белый конь · a2 белая пешка · b2 белый слон · d2 белый конь · f2 белая пешка · g2 белая пешка · h2 белая пешка · c1 белая ладья · d1 белый ферзь · e1 белая ладья · g1 белый король | d8 чёрная ладья · f8 чёрный король · h8 чёрная ладья · a7 чёрная пешка · b7 чёрный слон · e7 чёрный слон · f7 чёрная пешка · g7 чёрная пешка · h7 чёрная пешка · b6 чёрная пешка · f6 чёрный конь · b3 белая пешка · d3 чёрный ферзь · f3 белый конь · a2 белая пешка · b2 белый слон · d2 белый конь · f2 белая пешка · g2 белая пешка · h2 белая пешка · c1 белая ладья · d1 белый ферзь · e1 белая ладья · g1 белый король | d8 чёрная ладья · f8 чёрный король · h8 чёрная ладья · a7 чёрная пешка · b7 чёрный слон · e7 чёрный слон · f7 чёрная пешка · g7 чёрная пешка · h7 чёрная пешка · b6 чёрная пешка · f6 чёрный конь · b3 белая пешка · d3 чёрный ферзь · f3 белый конь · a2 белая пешка · b2 белый слон · d2 белый конь · f2 белая пешка · g2 белая пешка · h2 белая пешка · c1 белая ладья · d1 белый ферзь · e1 белая ладья · g1 белый король | d8 чёрная ладья · f8 чёрный король · h8 чёрная ладья · a7 чёрная пешка · b7 чёрный слон · e7 чёрный слон · f7 чёрная пешка · g7 чёрная пешка · h7 чёрная пешка · b6 чёрная пешка · f6 чёрный конь · b3 белая пешка · d3 чёрный ферзь · f3 белый конь · a2 белая пешка · b2 белый слон · d2 белый конь · f2 белая пешка · g2 белая пешка · h2 белая пешка · c1 белая ладья · d1 белый ферзь · e1 белая ладья · g1 белый король | d8 чёрная ладья · f8 чёрный король · h8 чёрная ладья · a7 чёрная пешка · b7 чёрный слон · e7 чёрный слон · f7 чёрная пешка · g7 чёрная пешка · h7 чёрная пешка · b6 чёрная пешка · f6 чёрный конь · b3 белая пешка · d3 чёрный ферзь · f3 белый конь · a2 белая пешка · b2 белый слон · d2 белый конь · f2 белая пешка · g2 белая пешка · h2 белая пешка · c1 белая ладья · d1 белый ферзь · e1 белая ладья · g1 белый король | d8 чёрная ладья · f8 чёрный король · h8 чёрная ладья · a7 чёрная пешка · b7 чёрный слон · e7 чёрный слон · f7 чёрная пешка · g7 чёрная пешка · h7 чёрная пешка · b6 чёрная пешка · f6 чёрный конь · b3 белая пешка · d3 чёрный ферзь · f3 белый конь · a2 белая пешка · b2 белый слон · d2 белый конь · f2 белая пешка · g2 белая пешка · h2 белая пешка · c1 белая ладья · d1 белый ферзь · e1 белая ладья · g1 белый король | d8 чёрная ладья · f8 чёрный король · h8 чёрная ладья · a7 чёрная пешка · b7 чёрный слон · e7 чёрный слон · f7 чёрная пешка · g7 чёрная пешка · h7 чёрная пешка · b6 чёрная пешка · f6 чёрный конь · b3 белая пешка · d3 чёрный ферзь · f3 белый конь · a2 белая пешка · b2 белый слон · d2 белый конь · f2 белая пешка · g2 белая пешка · h2 белая пешка · c1 белая ладья · d1 белый ферзь · e1 белая ладья · g1 белый король | d8 чёрная ладья · f8 чёрный король · h8 чёрная ладья · a7 чёрная пешка · b7 чёрный слон · e7 чёрный слон · f7 чёрная пешка · g7 чёрная пешка · h7 чёрная пешка · b6 чёрная пешка · f6 чёрный конь · b3 белая пешка · d3 чёрный ферзь · f3 белый конь · a2 белая пешка · b2 белый слон · d2 белый конь · f2 белая пешка · g2 белая пешка · h2 белая пешка · c1 белая ладья · d1 белый ферзь · e1 белая ладья · g1 белый король | 5 |
| 4 | d8 чёрная ладья · f8 чёрный король · h8 чёрная ладья · a7 чёрная пешка · b7 чёрный слон · e7 чёрный слон · f7 чёрная пешка · g7 чёрная пешка · h7 чёрная пешка · b6 чёрная пешка · f6 чёрный конь · b3 белая пешка · d3 чёрный ферзь · f3 белый конь · a2 белая пешка · b2 белый слон · d2 белый конь · f2 белая пешка · g2 белая пешка · h2 белая пешка · c1 белая ладья · d1 белый ферзь · e1 белая ладья · g1 белый король | d8 чёрная ладья · f8 чёрный король · h8 чёрная ладья · a7 чёрная пешка · b7 чёрный слон · e7 чёрный слон · f7 чёрная пешка · g7 чёрная пешка · h7 чёрная пешка · b6 чёрная пешка · f6 чёрный конь · b3 белая пешка · d3 чёрный ферзь · f3 белый конь · a2 белая пешка · b2 белый слон · d2 белый конь · f2 белая пешка · g2 белая пешка · h2 белая пешка · c1 белая ладья · d1 белый ферзь · e1 белая ладья · g1 белый король | d8 чёрная ладья · f8 чёрный король · h8 чёрная ладья · a7 чёрная пешка · b7 чёрный слон · e7 чёрный слон · f7 чёрная пешка · g7 чёрная пешка · h7 чёрная пешка · b6 чёрная пешка · f6 чёрный конь · b3 белая пешка · d3 чёрный ферзь · f3 белый конь · a2 белая пешка · b2 белый слон · d2 белый конь · f2 белая пешка · g2 белая пешка · h2 белая пешка · c1 белая ладья · d1 белый ферзь · e1 белая ладья · g1 белый король | d8 чёрная ладья · f8 чёрный король · h8 чёрная ладья · a7 чёрная пешка · b7 чёрный слон · e7 чёрный слон · f7 чёрная пешка · g7 чёрная пешка · h7 чёрная пешка · b6 чёрная пешка · f6 чёрный конь · b3 белая пешка · d3 чёрный ферзь · f3 белый конь · a2 белая пешка · b2 белый слон · d2 белый конь · f2 белая пешка · g2 белая пешка · h2 белая пешка · c1 белая ладья · d1 белый ферзь · e1 белая ладья · g1 белый король | d8 чёрная ладья · f8 чёрный король · h8 чёрная ладья · a7 чёрная пешка · b7 чёрный слон · e7 чёрный слон · f7 чёрная пешка · g7 чёрная пешка · h7 чёрная пешка · b6 чёрная пешка · f6 чёрный конь · b3 белая пешка · d3 чёрный ферзь · f3 белый конь · a2 белая пешка · b2 белый слон · d2 белый конь · f2 белая пешка · g2 белая пешка · h2 белая пешка · c1 белая ладья · d1 белый ферзь · e1 белая ладья · g1 белый король | d8 чёрная ладья · f8 чёрный король · h8 чёрная ладья · a7 чёрная пешка · b7 чёрный слон · e7 чёрный слон · f7 чёрная пешка · g7 чёрная пешка · h7 чёрная пешка · b6 чёрная пешка · f6 чёрный конь · b3 белая пешка · d3 чёрный ферзь · f3 белый конь · a2 белая пешка · b2 белый слон · d2 белый конь · f2 белая пешка · g2 белая пешка · h2 белая пешка · c1 белая ладья · d1 белый ферзь · e1 белая ладья · g1 белый король | d8 чёрная ладья · f8 чёрный король · h8 чёрная ладья · a7 чёрная пешка · b7 чёрный слон · e7 чёрный слон · f7 чёрная пешка · g7 чёрная пешка · h7 чёрная пешка · b6 чёрная пешка · f6 чёрный конь · b3 белая пешка · d3 чёрный ферзь · f3 белый конь · a2 белая пешка · b2 белый слон · d2 белый конь · f2 белая пешка · g2 белая пешка · h2 белая пешка · c1 белая ладья · d1 белый ферзь · e1 белая ладья · g1 белый король | d8 чёрная ладья · f8 чёрный король · h8 чёрная ладья · a7 чёрная пешка · b7 чёрный слон · e7 чёрный слон · f7 чёрная пешка · g7 чёрная пешка · h7 чёрная пешка · b6 чёрная пешка · f6 чёрный конь · b3 белая пешка · d3 чёрный ферзь · f3 белый конь · a2 белая пешка · b2 белый слон · d2 белый конь · f2 белая пешка · g2 белая пешка · h2 белая пешка · c1 белая ладья · d1 белый ферзь · e1 белая ладья · g1 белый король | 4 |
| 3 | d8 чёрная ладья · f8 чёрный король · h8 чёрная ладья · a7 чёрная пешка · b7 чёрный слон · e7 чёрный слон · f7 чёрная пешка · g7 чёрная пешка · h7 чёрная пешка · b6 чёрная пешка · f6 чёрный конь · b3 белая пешка · d3 чёрный ферзь · f3 белый конь · a2 белая пешка · b2 белый слон · d2 белый конь · f2 белая пешка · g2 белая пешка · h2 белая пешка · c1 белая ладья · d1 белый ферзь · e1 белая ладья · g1 белый король | d8 чёрная ладья · f8 чёрный король · h8 чёрная ладья · a7 чёрная пешка · b7 чёрный слон · e7 чёрный слон · f7 чёрная пешка · g7 чёрная пешка · h7 чёрная пешка · b6 чёрная пешка · f6 чёрный конь · b3 белая пешка · d3 чёрный ферзь · f3 белый конь · a2 белая пешка · b2 белый слон · d2 белый конь · f2 белая пешка · g2 белая пешка · h2 белая пешка · c1 белая ладья · d1 белый ферзь · e1 белая ладья · g1 белый король | d8 чёрная ладья · f8 чёрный король · h8 чёрная ладья · a7 чёрная пешка · b7 чёрный слон · e7 чёрный слон · f7 чёрная пешка · g7 чёрная пешка · h7 чёрная пешка · b6 чёрная пешка · f6 чёрный конь · b3 белая пешка · d3 чёрный ферзь · f3 белый конь · a2 белая пешка · b2 белый слон · d2 белый конь · f2 белая пешка · g2 белая пешка · h2 белая пешка · c1 белая ладья · d1 белый ферзь · e1 белая ладья · g1 белый король | d8 чёрная ладья · f8 чёрный король · h8 чёрная ладья · a7 чёрная пешка · b7 чёрный слон · e7 чёрный слон · f7 чёрная пешка · g7 чёрная пешка · h7 чёрная пешка · b6 чёрная пешка · f6 чёрный конь · b3 белая пешка · d3 чёрный ферзь · f3 белый конь · a2 белая пешка · b2 белый слон · d2 белый конь · f2 белая пешка · g2 белая пешка · h2 белая пешка · c1 белая ладья · d1 белый ферзь · e1 белая ладья · g1 белый король | d8 чёрная ладья · f8 чёрный король · h8 чёрная ладья · a7 чёрная пешка · b7 чёрный слон · e7 чёрный слон · f7 чёрная пешка · g7 чёрная пешка · h7 чёрная пешка · b6 чёрная пешка · f6 чёрный конь · b3 белая пешка · d3 чёрный ферзь · f3 белый конь · a2 белая пешка · b2 белый слон · d2 белый конь · f2 белая пешка · g2 белая пешка · h2 белая пешка · c1 белая ладья · d1 белый ферзь · e1 белая ладья · g1 белый король | d8 чёрная ладья · f8 чёрный король · h8 чёрная ладья · a7 чёрная пешка · b7 чёрный слон · e7 чёрный слон · f7 чёрная пешка · g7 чёрная пешка · h7 чёрная пешка · b6 чёрная пешка · f6 чёрный конь · b3 белая пешка · d3 чёрный ферзь · f3 белый конь · a2 белая пешка · b2 белый слон · d2 белый конь · f2 белая пешка · g2 белая пешка · h2 белая пешка · c1 белая ладья · d1 белый ферзь · e1 белая ладья · g1 белый король | d8 чёрная ладья · f8 чёрный король · h8 чёрная ладья · a7 чёрная пешка · b7 чёрный слон · e7 чёрный слон · f7 чёрная пешка · g7 чёрная пешка · h7 чёрная пешка · b6 чёрная пешка · f6 чёрный конь · b3 белая пешка · d3 чёрный ферзь · f3 белый конь · a2 белая пешка · b2 белый слон · d2 белый конь · f2 белая пешка · g2 белая пешка · h2 белая пешка · c1 белая ладья · d1 белый ферзь · e1 белая ладья · g1 белый король | d8 чёрная ладья · f8 чёрный король · h8 чёрная ладья · a7 чёрная пешка · b7 чёрный слон · e7 чёрный слон · f7 чёрная пешка · g7 чёрная пешка · h7 чёрная пешка · b6 чёрная пешка · f6 чёрный конь · b3 белая пешка · d3 чёрный ферзь · f3 белый конь · a2 белая пешка · b2 белый слон · d2 белый конь · f2 белая пешка · g2 белая пешка · h2 белая пешка · c1 белая ладья · d1 белый ферзь · e1 белая ладья · g1 белый король | 3 |
| 2 | d8 чёрная ладья · f8 чёрный король · h8 чёрная ладья · a7 чёрная пешка · b7 чёрный слон · e7 чёрный слон · f7 чёрная пешка · g7 чёрная пешка · h7 чёрная пешка · b6 чёрная пешка · f6 чёрный конь · b3 белая пешка · d3 чёрный ферзь · f3 белый конь · a2 белая пешка · b2 белый слон · d2 белый конь · f2 белая пешка · g2 белая пешка · h2 белая пешка · c1 белая ладья · d1 белый ферзь · e1 белая ладья · g1 белый король | d8 чёрная ладья · f8 чёрный король · h8 чёрная ладья · a7 чёрная пешка · b7 чёрный слон · e7 чёрный слон · f7 чёрная пешка · g7 чёрная пешка · h7 чёрная пешка · b6 чёрная пешка · f6 чёрный конь · b3 белая пешка · d3 чёрный ферзь · f3 белый конь · a2 белая пешка · b2 белый слон · d2 белый конь · f2 белая пешка · g2 белая пешка · h2 белая пешка · c1 белая ладья · d1 белый ферзь · e1 белая ладья · g1 белый король | d8 чёрная ладья · f8 чёрный король · h8 чёрная ладья · a7 чёрная пешка · b7 чёрный слон · e7 чёрный слон · f7 чёрная пешка · g7 чёрная пешка · h7 чёрная пешка · b6 чёрная пешка · f6 чёрный конь · b3 белая пешка · d3 чёрный ферзь · f3 белый конь · a2 белая пешка · b2 белый слон · d2 белый конь · f2 белая пешка · g2 белая пешка · h2 белая пешка · c1 белая ладья · d1 белый ферзь · e1 белая ладья · g1 белый король | d8 чёрная ладья · f8 чёрный король · h8 чёрная ладья · a7 чёрная пешка · b7 чёрный слон · e7 чёрный слон · f7 чёрная пешка · g7 чёрная пешка · h7 чёрная пешка · b6 чёрная пешка · f6 чёрный конь · b3 белая пешка · d3 чёрный ферзь · f3 белый конь · a2 белая пешка · b2 белый слон · d2 белый конь · f2 белая пешка · g2 белая пешка · h2 белая пешка · c1 белая ладья · d1 белый ферзь · e1 белая ладья · g1 белый король | d8 чёрная ладья · f8 чёрный король · h8 чёрная ладья · a7 чёрная пешка · b7 чёрный слон · e7 чёрный слон · f7 чёрная пешка · g7 чёрная пешка · h7 чёрная пешка · b6 чёрная пешка · f6 чёрный конь · b3 белая пешка · d3 чёрный ферзь · f3 белый конь · a2 белая пешка · b2 белый слон · d2 белый конь · f2 белая пешка · g2 белая пешка · h2 белая пешка · c1 белая ладья · d1 белый ферзь · e1 белая ладья · g1 белый король | d8 чёрная ладья · f8 чёрный король · h8 чёрная ладья · a7 чёрная пешка · b7 чёрный слон · e7 чёрный слон · f7 чёрная пешка · g7 чёрная пешка · h7 чёрная пешка · b6 чёрная пешка · f6 чёрный конь · b3 белая пешка · d3 чёрный ферзь · f3 белый конь · a2 белая пешка · b2 белый слон · d2 белый конь · f2 белая пешка · g2 белая пешка · h2 белая пешка · c1 белая ладья · d1 белый ферзь · e1 белая ладья · g1 белый король | d8 чёрная ладья · f8 чёрный король · h8 чёрная ладья · a7 чёрная пешка · b7 чёрный слон · e7 чёрный слон · f7 чёрная пешка · g7 чёрная пешка · h7 чёрная пешка · b6 чёрная пешка · f6 чёрный конь · b3 белая пешка · d3 чёрный ферзь · f3 белый конь · a2 белая пешка · b2 белый слон · d2 белый конь · f2 белая пешка · g2 белая пешка · h2 белая пешка · c1 белая ладья · d1 белый ферзь · e1 белая ладья · g1 белый король | d8 чёрная ладья · f8 чёрный король · h8 чёрная ладья · a7 чёрная пешка · b7 чёрный слон · e7 чёрный слон · f7 чёрная пешка · g7 чёрная пешка · h7 чёрная пешка · b6 чёрная пешка · f6 чёрный конь · b3 белая пешка · d3 чёрный ферзь · f3 белый конь · a2 белая пешка · b2 белый слон · d2 белый конь · f2 белая пешка · g2 белая пешка · h2 белая пешка · c1 белая ладья · d1 белый ферзь · e1 белая ладья · g1 белый король | 2 |
| 1 | d8 чёрная ладья · f8 чёрный король · h8 чёрная ладья · a7 чёрная пешка · b7 чёрный слон · e7 чёрный слон · f7 чёрная пешка · g7 чёрная пешка · h7 чёрная пешка · b6 чёрная пешка · f6 чёрный конь · b3 белая пешка · d3 чёрный ферзь · f3 белый конь · a2 белая пешка · b2 белый слон · d2 белый конь · f2 белая пешка · g2 белая пешка · h2 белая пешка · c1 белая ладья · d1 белый ферзь · e1 белая ладья · g1 белый король | d8 чёрная ладья · f8 чёрный король · h8 чёрная ладья · a7 чёрная пешка · b7 чёрный слон · e7 чёрный слон · f7 чёрная пешка · g7 чёрная пешка · h7 чёрная пешка · b6 чёрная пешка · f6 чёрный конь · b3 белая пешка · d3 чёрный ферзь · f3 белый конь · a2 белая пешка · b2 белый слон · d2 белый конь · f2 белая пешка · g2 белая пешка · h2 белая пешка · c1 белая ладья · d1 белый ферзь · e1 белая ладья · g1 белый король | d8 чёрная ладья · f8 чёрный король · h8 чёрная ладья · a7 чёрная пешка · b7 чёрный слон · e7 чёрный слон · f7 чёрная пешка · g7 чёрная пешка · h7 чёрная пешка · b6 чёрная пешка · f6 чёрный конь · b3 белая пешка · d3 чёрный ферзь · f3 белый конь · a2 белая пешка · b2 белый слон · d2 белый конь · f2 белая пешка · g2 белая пешка · h2 белая пешка · c1 белая ладья · d1 белый ферзь · e1 белая ладья · g1 белый король | d8 чёрная ладья · f8 чёрный король · h8 чёрная ладья · a7 чёрная пешка · b7 чёрный слон · e7 чёрный слон · f7 чёрная пешка · g7 чёрная пешка · h7 чёрная пешка · b6 чёрная пешка · f6 чёрный конь · b3 белая пешка · d3 чёрный ферзь · f3 белый конь · a2 белая пешка · b2 белый слон · d2 белый конь · f2 белая пешка · g2 белая пешка · h2 белая пешка · c1 белая ладья · d1 белый ферзь · e1 белая ладья · g1 белый король | d8 чёрная ладья · f8 чёрный король · h8 чёрная ладья · a7 чёрная пешка · b7 чёрный слон · e7 чёрный слон · f7 чёрная пешка · g7 чёрная пешка · h7 чёрная пешка · b6 чёрная пешка · f6 чёрный конь · b3 белая пешка · d3 чёрный ферзь · f3 белый конь · a2 белая пешка · b2 белый слон · d2 белый конь · f2 белая пешка · g2 белая пешка · h2 белая пешка · c1 белая ладья · d1 белый ферзь · e1 белая ладья · g1 белый король | d8 чёрная ладья · f8 чёрный король · h8 чёрная ладья · a7 чёрная пешка · b7 чёрный слон · e7 чёрный слон · f7 чёрная пешка · g7 чёрная пешка · h7 чёрная пешка · b6 чёрная пешка · f6 чёрный конь · b3 белая пешка · d3 чёрный ферзь · f3 белый конь · a2 белая пешка · b2 белый слон · d2 белый конь · f2 белая пешка · g2 белая пешка · h2 белая пешка · c1 белая ладья · d1 белый ферзь · e1 белая ладья · g1 белый король | d8 чёрная ладья · f8 чёрный король · h8 чёрная ладья · a7 чёрная пешка · b7 чёрный слон · e7 чёрный слон · f7 чёрная пешка · g7 чёрная пешка · h7 чёрная пешка · b6 чёрная пешка · f6 чёрный конь · b3 белая пешка · d3 чёрный ферзь · f3 белый конь · a2 белая пешка · b2 белый слон · d2 белый конь · f2 белая пешка · g2 белая пешка · h2 белая пешка · c1 белая ладья · d1 белый ферзь · e1 белая ладья · g1 белый король | d8 чёрная ладья · f8 чёрный король · h8 чёрная ладья · a7 чёрная пешка · b7 чёрный слон · e7 чёрный слон · f7 чёрная пешка · g7 чёрная пешка · h7 чёрная пешка · b6 чёрная пешка · f6 чёрный конь · b3 белая пешка · d3 чёрный ферзь · f3 белый конь · a2 белая пешка · b2 белый слон · d2 белый конь · f2 белая пешка · g2 белая пешка · h2 белая пешка · c1 белая ладья · d1 белый ферзь · e1 белая ладья · g1 белый король | 1 |
|   | a | b | c | d | e | f | g | h |   |

18.Л:e7! С:f3 Быстро проигрывает 18…Кр:e7. 19.Сa3+ и т. д. 19.Сa3!! Теперь в ответ на 19…С:d1 последует 20.Лe3+ Крg8. 21.Л:d3 с выигрышем фигуры или 20…Фd6 21.С:d6+ Крg8 22.Сe7 и т. д. 19…Фa6. 20.Лcc7 Ф:a3 21.Л:f7+ Крe8 22.Фe1+ Чёрные сдались.
В 1918 году Эйве окончил школу и поступил на математический факультет Амстердамского университета, а параллельно принимал участие в различных турнирах. Он разделил 2—3-е места в чемпионате Нидерландов 1919 года, сыграл вничью матч с чемпионом страны Маршаном и стал четвёртым на одном из побочных турниров в Гастингсе. В 1920 году, когда чемпион мира Эмануил Ласкер гастролировал по Нидерландам, Эйве победил его в сеансе и был близок к победе в консультационной партии, заслужив похвалу маэстро. После этого Эйве сыграл свой второй зарубежный турнир в Бромли (Англия). Он проиграл в подгруппе Костичу, а в финале «Б» поделил первое место с Серджентом. Затем были короткий матч с Рети, который закончился победой более именитого игрока (+3 −1), и 2—3-е места в побочном турнире в Гётеборге. В начале 1921 года Эйве успешно сдал кандидатский экзамен. Начиная с августа, он сыграл два матча с Мароци (в общей сложности 12 партий, закончившихся с равным счётом), впервые выиграл чемпионат страны (позднее он делал это ещё двенадцать раз) и сыграл два турнира в Будапеште и Гааге. В обоих турнирах победил Александр Алехин, а Эйве выступил неудачно — шестое место в Будапеште (5½ из 11) и предпоследнее в Гааге (2 из 9). После этого Эйве стал меньше выступать и больше заниматься математикой. Зимой 1922 года он выступил на нескольких соревнованиях в Нидерландах, а следующим турниром стал прошедший в апреле мемориал Брейера в Пьештяни. Эйве занял четвёртое место позади Боголюбова, Алехина и Шпильмана. В июне Эйве выиграл две партии у председателя берлинского шахматного клуба Эрхарда Поста в матче Германия — Нидерланды (сам матч со счётом 14½:9½ выиграли немцы), а в июле — августе он принял участие в лондонском турнире, который закончился убедительной победой нового чемпиона мира Капабланки. Эйве набрал только 5½ из 15 (одиннадцатое место) и проиграл первым четырём призёрам. В следующем году Эйве разделил 5—6 места с Тартаковером в Остраве-Моравской, что нидерландский журнал «Тайдсхрифт ван НСБ» счёл успехом молодого шахматиста.
В 1923 году Эйве окончил университет и в конце года дал тур из пятнадцати сеансов одновременной игры по Нидерландам, а затем выиграл традиционный рождественский турнир в Гастингсе (2-е место занял Мароци, 3—4-е — Колле и Ейтс). Первую половину 1924 года Эйве провёл учителем в лицее в Вестервейке и не участвовал в крупных соревнованиях. В июле в рамках Летних олимпийских игр в Париже состоялся первый «чемпионат мира среди любителей». Эйве был одним из четверых шахматистов, делегированных Нидерландами; он вышел в финальный турнир, но поделил там 4—6-е места, а победил латвиец Матисон. В течение второй половины 1924 года Эйве дома выиграл несколько турниров, чемпионат Нидерландов и матч из девяти партий против занявшего в чемпионате второе место Жака Давидсона. После этого он сосредоточился на написании диссертации. В тот же период Эйве женился на Каро Бергман, с которой он познакомился в начале 1924 года.
Защита докторской диссертации Differentiaalvarianten van twee covariante-vectorvelden met vier veranderlijken состоялась в 1926 году. Научными руководителями Эйве были Роланд Вайценбек и Хендрик де Врис (у последнего тогда же учился в будущем известный математик Бартель Леендерт ван дер Варден). Эйве получил назначение на должность преподавателя математики в женском лицее в Амстердаме, которую он занимал до 1940 года, периодически делая перерывы для шахматных выступлений. В то же время амстердамский клуб, за который выступал Эйве, подбирал ему противника для матча из числа сильнейших шахматистов мира. После отказов Ласкера, который временно прекратил выступления, и затребовавшего слишком большой гонорар Боголюбова удалось добиться согласия Александра Алехина, который в это время готовился к матчу за звание чемпиона мира против Капабланки. Эйве проиграл две партии на старте, сравнял счёт победами в седьмой и восьмой партиях, но в решающей десятой партии, протекавшей со взаимными ошибками, Алехин одержал победу.
В 1927 году Эйве возглавил сборную Нидерландов на первой шахматной олимпиаде в Лондоне (он играл на первой доске, но при этом регламент допускал перестановки игроков по доскам). Нидерланды заняли четвёртое место, сам Эйве набрал 10½ очков из 15, проиграв одну партию Грюнфельду.
В течение 1928 года Эйве сыграл два матча (5½:½ против Колле и 4½:5½ против Боголюбова) и два крупных турнира. Сначала он выиграл проводимый только что образованной ФИДЕ «чемпионат мира среди любителей» в Гааге, набрав 12 очков из 15, а после этого сыграл в Бад-Киссингене. Эйве переиграл Маршалла и Рубинштейна и завершил вничью увлекательный эндшпиль против Капабланки, но поражение в предпоследнем туре от Ейтса оставило его на 3—4-м местах с итоговым результатом 6½ из 11. В конце года Боголюбов сыграл с Эйве ещё один матч, завершившийся с тем же счётом. Перед тем на конгрессе ФИДЕ летом 1928 года обсуждалась возможность объявить победителя матча новым чемпионом мира ФИДЕ, а позднее провести объединительный матч между чемпионом мира ФИДЕ и Алехиным, однако ничего из того не было сделано. В 1929 году Боголюбов сыграл матч на первенство мира против Алехина, проходивший не под эгидой ФИДЕ и не по правилам составленного Капабланкой «Лондонского протокола».
В карлсбадском турнире 1929 года, собравшем почти всю шахматную элиту, кроме Алехина, Эйве разделил почётные 5—7-е места (12 очков из 21). В том же 1929 году Эйве опубликовал математическую работу, в которой продемонстрировал бесконечную последовательность нулей и единиц, в которой не встречалось трёх одинаковых последовательностей подряд. Таким образом он показал, что существовавшие на тот момент шахматные правила (ничья автоматически фиксировалась при троекратном повторении серии ходов подряд) допускали бесконечную партию.
По окончании карлсбадского турнира Эйве отправился в турне по Индонезии (в то время — Голландская Ост-Индия) с лекциями и сеансами. Вернувшись, он снова занялся преподаванием и не выступал до очередного рождественского турнира в Гастингсе, который он выиграл, обойдя при этом Капабланку. Через полгода голландец и кубинец сыграли матч из десяти партий, который закончился со счётом +2 −0 =8 в пользу Капабланки. Поражение отчасти объясняется утомлением Эйве после учебного года; в двух партиях он упустил выигрыш. В 1932 году Эйве сыграл вничью матч с Флором из 16 партий (8 партий были сыграны в Карлсбаде, 8 — в Амстердаме) и поделил второе место в Берне (выиграл Алехин). Примерно в этот период Эйве стал рассматриваться как один из главных соперников Алехина.

### Чемпион мира
В 1933 году Эйве выиграл очередной чемпионат страны и после этого объявил об окончании своей шахматной карьеры, чтобы сосредоточиться на научной и преподавательской работе. Он вернулся менее чем через год и вызвал Алехина на матч за звание чемпиона мира из 30 партий, который должен был пройти в Нидерландах — на родине Эйве было легче всего найти финансирование. Алехин принял вызов, матч был намечен на осень 1935 года. Эйве вместе со своим помощником Кмохом разработали план подготовки к матчу: Эйве много занимался спортом и вместе с Кмохом изучил дебютный репертуар Алехина. В 1934 году Эйве принял участие в двух турнирах: в Цюрихе он разделил 2—3-е места с Флором. Убедительную победу одержал Алехин, но Эйве нанёс победителю единственное поражение, а также опередил Боголюбова, Нимцовича, Ласкера и других весьма сильных игроков. Затем Эйве и Кмох отправились в Ленинград. В круговом турнире Эйве выиграл только две партии из одиннадцати и занял шестое место с 50 % очков. Отчасти слабое выступление объяснялось простудой и утомительным путешествием через Чёрное море. Затем Эйве разделил с Флором и Томасом 1—3-е места на рождественском турнире в Гастингсе. Позади него остались Капабланка и Ботвинник.
Матч начался 3 октября 1935 года. Алехин после седьмой партии повёл в счёте 3:1 по победам (при этом Эйве крайне неудачно играл за чёрных французскую защиту). Затем Алехин начал играть слабее, и в четырнадцатой партии счёт сравнялся. После девятнадцатой партии Алехин снова повёл в счёте, на этот раз с перевесом в два очка. Но Эйве очень сильно провёл двадцатую партию, а потом выиграл и следующую. В 24-й партии Алехин грубо ошибся в эндшпиле и упустил выигрыш, а две следующие партии остались за Эйве. 26-ю партию, в которой Эйве пожертвовал фигуру за три пешки в неясной позиции и затем победил в небезошибочной борьбе, Тартаковер прозвал «жемчужиной Зандвоорта».
|   | a | b | c | d | e | f | g | h |   |
| - | --- | --- | --- | --- | --- | --- | --- | --- | - |
| 8 | a8 чёрная ладья · c8 чёрный ферзь · f8 чёрная ладья · h8 чёрный король · a7 чёрная пешка · d7 чёрный конь · g7 чёрная пешка · h7 чёрная пешка · b6 чёрная пешка · d6 чёрная пешка · f6 чёрный слон · c5 чёрная пешка · d5 белая пешка · f5 чёрная пешка · c4 белая пешка · e4 чёрная пешка · f4 белая пешка · b3 белый ферзь · c3 белый слон · e3 белый конь · g3 белая пешка · a2 белая пешка · b2 белая пешка · e2 белая пешка · h2 белая пешка · a1 белая ладья · f1 белая ладья · h1 белый король | a8 чёрная ладья · c8 чёрный ферзь · f8 чёрная ладья · h8 чёрный король · a7 чёрная пешка · d7 чёрный конь · g7 чёрная пешка · h7 чёрная пешка · b6 чёрная пешка · d6 чёрная пешка · f6 чёрный слон · c5 чёрная пешка · d5 белая пешка · f5 чёрная пешка · c4 белая пешка · e4 чёрная пешка · f4 белая пешка · b3 белый ферзь · c3 белый слон · e3 белый конь · g3 белая пешка · a2 белая пешка · b2 белая пешка · e2 белая пешка · h2 белая пешка · a1 белая ладья · f1 белая ладья · h1 белый король | a8 чёрная ладья · c8 чёрный ферзь · f8 чёрная ладья · h8 чёрный король · a7 чёрная пешка · d7 чёрный конь · g7 чёрная пешка · h7 чёрная пешка · b6 чёрная пешка · d6 чёрная пешка · f6 чёрный слон · c5 чёрная пешка · d5 белая пешка · f5 чёрная пешка · c4 белая пешка · e4 чёрная пешка · f4 белая пешка · b3 белый ферзь · c3 белый слон · e3 белый конь · g3 белая пешка · a2 белая пешка · b2 белая пешка · e2 белая пешка · h2 белая пешка · a1 белая ладья · f1 белая ладья · h1 белый король | a8 чёрная ладья · c8 чёрный ферзь · f8 чёрная ладья · h8 чёрный король · a7 чёрная пешка · d7 чёрный конь · g7 чёрная пешка · h7 чёрная пешка · b6 чёрная пешка · d6 чёрная пешка · f6 чёрный слон · c5 чёрная пешка · d5 белая пешка · f5 чёрная пешка · c4 белая пешка · e4 чёрная пешка · f4 белая пешка · b3 белый ферзь · c3 белый слон · e3 белый конь · g3 белая пешка · a2 белая пешка · b2 белая пешка · e2 белая пешка · h2 белая пешка · a1 белая ладья · f1 белая ладья · h1 белый король | a8 чёрная ладья · c8 чёрный ферзь · f8 чёрная ладья · h8 чёрный король · a7 чёрная пешка · d7 чёрный конь · g7 чёрная пешка · h7 чёрная пешка · b6 чёрная пешка · d6 чёрная пешка · f6 чёрный слон · c5 чёрная пешка · d5 белая пешка · f5 чёрная пешка · c4 белая пешка · e4 чёрная пешка · f4 белая пешка · b3 белый ферзь · c3 белый слон · e3 белый конь · g3 белая пешка · a2 белая пешка · b2 белая пешка · e2 белая пешка · h2 белая пешка · a1 белая ладья · f1 белая ладья · h1 белый король | a8 чёрная ладья · c8 чёрный ферзь · f8 чёрная ладья · h8 чёрный король · a7 чёрная пешка · d7 чёрный конь · g7 чёрная пешка · h7 чёрная пешка · b6 чёрная пешка · d6 чёрная пешка · f6 чёрный слон · c5 чёрная пешка · d5 белая пешка · f5 чёрная пешка · c4 белая пешка · e4 чёрная пешка · f4 белая пешка · b3 белый ферзь · c3 белый слон · e3 белый конь · g3 белая пешка · a2 белая пешка · b2 белая пешка · e2 белая пешка · h2 белая пешка · a1 белая ладья · f1 белая ладья · h1 белый король | a8 чёрная ладья · c8 чёрный ферзь · f8 чёрная ладья · h8 чёрный король · a7 чёрная пешка · d7 чёрный конь · g7 чёрная пешка · h7 чёрная пешка · b6 чёрная пешка · d6 чёрная пешка · f6 чёрный слон · c5 чёрная пешка · d5 белая пешка · f5 чёрная пешка · c4 белая пешка · e4 чёрная пешка · f4 белая пешка · b3 белый ферзь · c3 белый слон · e3 белый конь · g3 белая пешка · a2 белая пешка · b2 белая пешка · e2 белая пешка · h2 белая пешка · a1 белая ладья · f1 белая ладья · h1 белый король | a8 чёрная ладья · c8 чёрный ферзь · f8 чёрная ладья · h8 чёрный король · a7 чёрная пешка · d7 чёрный конь · g7 чёрная пешка · h7 чёрная пешка · b6 чёрная пешка · d6 чёрная пешка · f6 чёрный слон · c5 чёрная пешка · d5 белая пешка · f5 чёрная пешка · c4 белая пешка · e4 чёрная пешка · f4 белая пешка · b3 белый ферзь · c3 белый слон · e3 белый конь · g3 белая пешка · a2 белая пешка · b2 белая пешка · e2 белая пешка · h2 белая пешка · a1 белая ладья · f1 белая ладья · h1 белый король | 8 |
| 7 | a8 чёрная ладья · c8 чёрный ферзь · f8 чёрная ладья · h8 чёрный король · a7 чёрная пешка · d7 чёрный конь · g7 чёрная пешка · h7 чёрная пешка · b6 чёрная пешка · d6 чёрная пешка · f6 чёрный слон · c5 чёрная пешка · d5 белая пешка · f5 чёрная пешка · c4 белая пешка · e4 чёрная пешка · f4 белая пешка · b3 белый ферзь · c3 белый слон · e3 белый конь · g3 белая пешка · a2 белая пешка · b2 белая пешка · e2 белая пешка · h2 белая пешка · a1 белая ладья · f1 белая ладья · h1 белый король | a8 чёрная ладья · c8 чёрный ферзь · f8 чёрная ладья · h8 чёрный король · a7 чёрная пешка · d7 чёрный конь · g7 чёрная пешка · h7 чёрная пешка · b6 чёрная пешка · d6 чёрная пешка · f6 чёрный слон · c5 чёрная пешка · d5 белая пешка · f5 чёрная пешка · c4 белая пешка · e4 чёрная пешка · f4 белая пешка · b3 белый ферзь · c3 белый слон · e3 белый конь · g3 белая пешка · a2 белая пешка · b2 белая пешка · e2 белая пешка · h2 белая пешка · a1 белая ладья · f1 белая ладья · h1 белый король | a8 чёрная ладья · c8 чёрный ферзь · f8 чёрная ладья · h8 чёрный король · a7 чёрная пешка · d7 чёрный конь · g7 чёрная пешка · h7 чёрная пешка · b6 чёрная пешка · d6 чёрная пешка · f6 чёрный слон · c5 чёрная пешка · d5 белая пешка · f5 чёрная пешка · c4 белая пешка · e4 чёрная пешка · f4 белая пешка · b3 белый ферзь · c3 белый слон · e3 белый конь · g3 белая пешка · a2 белая пешка · b2 белая пешка · e2 белая пешка · h2 белая пешка · a1 белая ладья · f1 белая ладья · h1 белый король | a8 чёрная ладья · c8 чёрный ферзь · f8 чёрная ладья · h8 чёрный король · a7 чёрная пешка · d7 чёрный конь · g7 чёрная пешка · h7 чёрная пешка · b6 чёрная пешка · d6 чёрная пешка · f6 чёрный слон · c5 чёрная пешка · d5 белая пешка · f5 чёрная пешка · c4 белая пешка · e4 чёрная пешка · f4 белая пешка · b3 белый ферзь · c3 белый слон · e3 белый конь · g3 белая пешка · a2 белая пешка · b2 белая пешка · e2 белая пешка · h2 белая пешка · a1 белая ладья · f1 белая ладья · h1 белый король | a8 чёрная ладья · c8 чёрный ферзь · f8 чёрная ладья · h8 чёрный король · a7 чёрная пешка · d7 чёрный конь · g7 чёрная пешка · h7 чёрная пешка · b6 чёрная пешка · d6 чёрная пешка · f6 чёрный слон · c5 чёрная пешка · d5 белая пешка · f5 чёрная пешка · c4 белая пешка · e4 чёрная пешка · f4 белая пешка · b3 белый ферзь · c3 белый слон · e3 белый конь · g3 белая пешка · a2 белая пешка · b2 белая пешка · e2 белая пешка · h2 белая пешка · a1 белая ладья · f1 белая ладья · h1 белый король | a8 чёрная ладья · c8 чёрный ферзь · f8 чёрная ладья · h8 чёрный король · a7 чёрная пешка · d7 чёрный конь · g7 чёрная пешка · h7 чёрная пешка · b6 чёрная пешка · d6 чёрная пешка · f6 чёрный слон · c5 чёрная пешка · d5 белая пешка · f5 чёрная пешка · c4 белая пешка · e4 чёрная пешка · f4 белая пешка · b3 белый ферзь · c3 белый слон · e3 белый конь · g3 белая пешка · a2 белая пешка · b2 белая пешка · e2 белая пешка · h2 белая пешка · a1 белая ладья · f1 белая ладья · h1 белый король | a8 чёрная ладья · c8 чёрный ферзь · f8 чёрная ладья · h8 чёрный король · a7 чёрная пешка · d7 чёрный конь · g7 чёрная пешка · h7 чёрная пешка · b6 чёрная пешка · d6 чёрная пешка · f6 чёрный слон · c5 чёрная пешка · d5 белая пешка · f5 чёрная пешка · c4 белая пешка · e4 чёрная пешка · f4 белая пешка · b3 белый ферзь · c3 белый слон · e3 белый конь · g3 белая пешка · a2 белая пешка · b2 белая пешка · e2 белая пешка · h2 белая пешка · a1 белая ладья · f1 белая ладья · h1 белый король | a8 чёрная ладья · c8 чёрный ферзь · f8 чёрная ладья · h8 чёрный король · a7 чёрная пешка · d7 чёрный конь · g7 чёрная пешка · h7 чёрная пешка · b6 чёрная пешка · d6 чёрная пешка · f6 чёрный слон · c5 чёрная пешка · d5 белая пешка · f5 чёрная пешка · c4 белая пешка · e4 чёрная пешка · f4 белая пешка · b3 белый ферзь · c3 белый слон · e3 белый конь · g3 белая пешка · a2 белая пешка · b2 белая пешка · e2 белая пешка · h2 белая пешка · a1 белая ладья · f1 белая ладья · h1 белый король | 7 |
| 6 | a8 чёрная ладья · c8 чёрный ферзь · f8 чёрная ладья · h8 чёрный король · a7 чёрная пешка · d7 чёрный конь · g7 чёрная пешка · h7 чёрная пешка · b6 чёрная пешка · d6 чёрная пешка · f6 чёрный слон · c5 чёрная пешка · d5 белая пешка · f5 чёрная пешка · c4 белая пешка · e4 чёрная пешка · f4 белая пешка · b3 белый ферзь · c3 белый слон · e3 белый конь · g3 белая пешка · a2 белая пешка · b2 белая пешка · e2 белая пешка · h2 белая пешка · a1 белая ладья · f1 белая ладья · h1 белый король | a8 чёрная ладья · c8 чёрный ферзь · f8 чёрная ладья · h8 чёрный король · a7 чёрная пешка · d7 чёрный конь · g7 чёрная пешка · h7 чёрная пешка · b6 чёрная пешка · d6 чёрная пешка · f6 чёрный слон · c5 чёрная пешка · d5 белая пешка · f5 чёрная пешка · c4 белая пешка · e4 чёрная пешка · f4 белая пешка · b3 белый ферзь · c3 белый слон · e3 белый конь · g3 белая пешка · a2 белая пешка · b2 белая пешка · e2 белая пешка · h2 белая пешка · a1 белая ладья · f1 белая ладья · h1 белый король | a8 чёрная ладья · c8 чёрный ферзь · f8 чёрная ладья · h8 чёрный король · a7 чёрная пешка · d7 чёрный конь · g7 чёрная пешка · h7 чёрная пешка · b6 чёрная пешка · d6 чёрная пешка · f6 чёрный слон · c5 чёрная пешка · d5 белая пешка · f5 чёрная пешка · c4 белая пешка · e4 чёрная пешка · f4 белая пешка · b3 белый ферзь · c3 белый слон · e3 белый конь · g3 белая пешка · a2 белая пешка · b2 белая пешка · e2 белая пешка · h2 белая пешка · a1 белая ладья · f1 белая ладья · h1 белый король | a8 чёрная ладья · c8 чёрный ферзь · f8 чёрная ладья · h8 чёрный король · a7 чёрная пешка · d7 чёрный конь · g7 чёрная пешка · h7 чёрная пешка · b6 чёрная пешка · d6 чёрная пешка · f6 чёрный слон · c5 чёрная пешка · d5 белая пешка · f5 чёрная пешка · c4 белая пешка · e4 чёрная пешка · f4 белая пешка · b3 белый ферзь · c3 белый слон · e3 белый конь · g3 белая пешка · a2 белая пешка · b2 белая пешка · e2 белая пешка · h2 белая пешка · a1 белая ладья · f1 белая ладья · h1 белый король | a8 чёрная ладья · c8 чёрный ферзь · f8 чёрная ладья · h8 чёрный король · a7 чёрная пешка · d7 чёрный конь · g7 чёрная пешка · h7 чёрная пешка · b6 чёрная пешка · d6 чёрная пешка · f6 чёрный слон · c5 чёрная пешка · d5 белая пешка · f5 чёрная пешка · c4 белая пешка · e4 чёрная пешка · f4 белая пешка · b3 белый ферзь · c3 белый слон · e3 белый конь · g3 белая пешка · a2 белая пешка · b2 белая пешка · e2 белая пешка · h2 белая пешка · a1 белая ладья · f1 белая ладья · h1 белый король | a8 чёрная ладья · c8 чёрный ферзь · f8 чёрная ладья · h8 чёрный король · a7 чёрная пешка · d7 чёрный конь · g7 чёрная пешка · h7 чёрная пешка · b6 чёрная пешка · d6 чёрная пешка · f6 чёрный слон · c5 чёрная пешка · d5 белая пешка · f5 чёрная пешка · c4 белая пешка · e4 чёрная пешка · f4 белая пешка · b3 белый ферзь · c3 белый слон · e3 белый конь · g3 белая пешка · a2 белая пешка · b2 белая пешка · e2 белая пешка · h2 белая пешка · a1 белая ладья · f1 белая ладья · h1 белый король | a8 чёрная ладья · c8 чёрный ферзь · f8 чёрная ладья · h8 чёрный король · a7 чёрная пешка · d7 чёрный конь · g7 чёрная пешка · h7 чёрная пешка · b6 чёрная пешка · d6 чёрная пешка · f6 чёрный слон · c5 чёрная пешка · d5 белая пешка · f5 чёрная пешка · c4 белая пешка · e4 чёрная пешка · f4 белая пешка · b3 белый ферзь · c3 белый слон · e3 белый конь · g3 белая пешка · a2 белая пешка · b2 белая пешка · e2 белая пешка · h2 белая пешка · a1 белая ладья · f1 белая ладья · h1 белый король | a8 чёрная ладья · c8 чёрный ферзь · f8 чёрная ладья · h8 чёрный король · a7 чёрная пешка · d7 чёрный конь · g7 чёрная пешка · h7 чёрная пешка · b6 чёрная пешка · d6 чёрная пешка · f6 чёрный слон · c5 чёрная пешка · d5 белая пешка · f5 чёрная пешка · c4 белая пешка · e4 чёрная пешка · f4 белая пешка · b3 белый ферзь · c3 белый слон · e3 белый конь · g3 белая пешка · a2 белая пешка · b2 белая пешка · e2 белая пешка · h2 белая пешка · a1 белая ладья · f1 белая ладья · h1 белый король | 6 |
| 5 | a8 чёрная ладья · c8 чёрный ферзь · f8 чёрная ладья · h8 чёрный король · a7 чёрная пешка · d7 чёрный конь · g7 чёрная пешка · h7 чёрная пешка · b6 чёрная пешка · d6 чёрная пешка · f6 чёрный слон · c5 чёрная пешка · d5 белая пешка · f5 чёрная пешка · c4 белая пешка · e4 чёрная пешка · f4 белая пешка · b3 белый ферзь · c3 белый слон · e3 белый конь · g3 белая пешка · a2 белая пешка · b2 белая пешка · e2 белая пешка · h2 белая пешка · a1 белая ладья · f1 белая ладья · h1 белый король | a8 чёрная ладья · c8 чёрный ферзь · f8 чёрная ладья · h8 чёрный король · a7 чёрная пешка · d7 чёрный конь · g7 чёрная пешка · h7 чёрная пешка · b6 чёрная пешка · d6 чёрная пешка · f6 чёрный слон · c5 чёрная пешка · d5 белая пешка · f5 чёрная пешка · c4 белая пешка · e4 чёрная пешка · f4 белая пешка · b3 белый ферзь · c3 белый слон · e3 белый конь · g3 белая пешка · a2 белая пешка · b2 белая пешка · e2 белая пешка · h2 белая пешка · a1 белая ладья · f1 белая ладья · h1 белый король | a8 чёрная ладья · c8 чёрный ферзь · f8 чёрная ладья · h8 чёрный король · a7 чёрная пешка · d7 чёрный конь · g7 чёрная пешка · h7 чёрная пешка · b6 чёрная пешка · d6 чёрная пешка · f6 чёрный слон · c5 чёрная пешка · d5 белая пешка · f5 чёрная пешка · c4 белая пешка · e4 чёрная пешка · f4 белая пешка · b3 белый ферзь · c3 белый слон · e3 белый конь · g3 белая пешка · a2 белая пешка · b2 белая пешка · e2 белая пешка · h2 белая пешка · a1 белая ладья · f1 белая ладья · h1 белый король | a8 чёрная ладья · c8 чёрный ферзь · f8 чёрная ладья · h8 чёрный король · a7 чёрная пешка · d7 чёрный конь · g7 чёрная пешка · h7 чёрная пешка · b6 чёрная пешка · d6 чёрная пешка · f6 чёрный слон · c5 чёрная пешка · d5 белая пешка · f5 чёрная пешка · c4 белая пешка · e4 чёрная пешка · f4 белая пешка · b3 белый ферзь · c3 белый слон · e3 белый конь · g3 белая пешка · a2 белая пешка · b2 белая пешка · e2 белая пешка · h2 белая пешка · a1 белая ладья · f1 белая ладья · h1 белый король | a8 чёрная ладья · c8 чёрный ферзь · f8 чёрная ладья · h8 чёрный король · a7 чёрная пешка · d7 чёрный конь · g7 чёрная пешка · h7 чёрная пешка · b6 чёрная пешка · d6 чёрная пешка · f6 чёрный слон · c5 чёрная пешка · d5 белая пешка · f5 чёрная пешка · c4 белая пешка · e4 чёрная пешка · f4 белая пешка · b3 белый ферзь · c3 белый слон · e3 белый конь · g3 белая пешка · a2 белая пешка · b2 белая пешка · e2 белая пешка · h2 белая пешка · a1 белая ладья · f1 белая ладья · h1 белый король | a8 чёрная ладья · c8 чёрный ферзь · f8 чёрная ладья · h8 чёрный король · a7 чёрная пешка · d7 чёрный конь · g7 чёрная пешка · h7 чёрная пешка · b6 чёрная пешка · d6 чёрная пешка · f6 чёрный слон · c5 чёрная пешка · d5 белая пешка · f5 чёрная пешка · c4 белая пешка · e4 чёрная пешка · f4 белая пешка · b3 белый ферзь · c3 белый слон · e3 белый конь · g3 белая пешка · a2 белая пешка · b2 белая пешка · e2 белая пешка · h2 белая пешка · a1 белая ладья · f1 белая ладья · h1 белый король | a8 чёрная ладья · c8 чёрный ферзь · f8 чёрная ладья · h8 чёрный король · a7 чёрная пешка · d7 чёрный конь · g7 чёрная пешка · h7 чёрная пешка · b6 чёрная пешка · d6 чёрная пешка · f6 чёрный слон · c5 чёрная пешка · d5 белая пешка · f5 чёрная пешка · c4 белая пешка · e4 чёрная пешка · f4 белая пешка · b3 белый ферзь · c3 белый слон · e3 белый конь · g3 белая пешка · a2 белая пешка · b2 белая пешка · e2 белая пешка · h2 белая пешка · a1 белая ладья · f1 белая ладья · h1 белый король | a8 чёрная ладья · c8 чёрный ферзь · f8 чёрная ладья · h8 чёрный король · a7 чёрная пешка · d7 чёрный конь · g7 чёрная пешка · h7 чёрная пешка · b6 чёрная пешка · d6 чёрная пешка · f6 чёрный слон · c5 чёрная пешка · d5 белая пешка · f5 чёрная пешка · c4 белая пешка · e4 чёрная пешка · f4 белая пешка · b3 белый ферзь · c3 белый слон · e3 белый конь · g3 белая пешка · a2 белая пешка · b2 белая пешка · e2 белая пешка · h2 белая пешка · a1 белая ладья · f1 белая ладья · h1 белый король | 5 |
| 4 | a8 чёрная ладья · c8 чёрный ферзь · f8 чёрная ладья · h8 чёрный король · a7 чёрная пешка · d7 чёрный конь · g7 чёрная пешка · h7 чёрная пешка · b6 чёрная пешка · d6 чёрная пешка · f6 чёрный слон · c5 чёрная пешка · d5 белая пешка · f5 чёрная пешка · c4 белая пешка · e4 чёрная пешка · f4 белая пешка · b3 белый ферзь · c3 белый слон · e3 белый конь · g3 белая пешка · a2 белая пешка · b2 белая пешка · e2 белая пешка · h2 белая пешка · a1 белая ладья · f1 белая ладья · h1 белый король | a8 чёрная ладья · c8 чёрный ферзь · f8 чёрная ладья · h8 чёрный король · a7 чёрная пешка · d7 чёрный конь · g7 чёрная пешка · h7 чёрная пешка · b6 чёрная пешка · d6 чёрная пешка · f6 чёрный слон · c5 чёрная пешка · d5 белая пешка · f5 чёрная пешка · c4 белая пешка · e4 чёрная пешка · f4 белая пешка · b3 белый ферзь · c3 белый слон · e3 белый конь · g3 белая пешка · a2 белая пешка · b2 белая пешка · e2 белая пешка · h2 белая пешка · a1 белая ладья · f1 белая ладья · h1 белый король | a8 чёрная ладья · c8 чёрный ферзь · f8 чёрная ладья · h8 чёрный король · a7 чёрная пешка · d7 чёрный конь · g7 чёрная пешка · h7 чёрная пешка · b6 чёрная пешка · d6 чёрная пешка · f6 чёрный слон · c5 чёрная пешка · d5 белая пешка · f5 чёрная пешка · c4 белая пешка · e4 чёрная пешка · f4 белая пешка · b3 белый ферзь · c3 белый слон · e3 белый конь · g3 белая пешка · a2 белая пешка · b2 белая пешка · e2 белая пешка · h2 белая пешка · a1 белая ладья · f1 белая ладья · h1 белый король | a8 чёрная ладья · c8 чёрный ферзь · f8 чёрная ладья · h8 чёрный король · a7 чёрная пешка · d7 чёрный конь · g7 чёрная пешка · h7 чёрная пешка · b6 чёрная пешка · d6 чёрная пешка · f6 чёрный слон · c5 чёрная пешка · d5 белая пешка · f5 чёрная пешка · c4 белая пешка · e4 чёрная пешка · f4 белая пешка · b3 белый ферзь · c3 белый слон · e3 белый конь · g3 белая пешка · a2 белая пешка · b2 белая пешка · e2 белая пешка · h2 белая пешка · a1 белая ладья · f1 белая ладья · h1 белый король | a8 чёрная ладья · c8 чёрный ферзь · f8 чёрная ладья · h8 чёрный король · a7 чёрная пешка · d7 чёрный конь · g7 чёрная пешка · h7 чёрная пешка · b6 чёрная пешка · d6 чёрная пешка · f6 чёрный слон · c5 чёрная пешка · d5 белая пешка · f5 чёрная пешка · c4 белая пешка · e4 чёрная пешка · f4 белая пешка · b3 белый ферзь · c3 белый слон · e3 белый конь · g3 белая пешка · a2 белая пешка · b2 белая пешка · e2 белая пешка · h2 белая пешка · a1 белая ладья · f1 белая ладья · h1 белый король | a8 чёрная ладья · c8 чёрный ферзь · f8 чёрная ладья · h8 чёрный король · a7 чёрная пешка · d7 чёрный конь · g7 чёрная пешка · h7 чёрная пешка · b6 чёрная пешка · d6 чёрная пешка · f6 чёрный слон · c5 чёрная пешка · d5 белая пешка · f5 чёрная пешка · c4 белая пешка · e4 чёрная пешка · f4 белая пешка · b3 белый ферзь · c3 белый слон · e3 белый конь · g3 белая пешка · a2 белая пешка · b2 белая пешка · e2 белая пешка · h2 белая пешка · a1 белая ладья · f1 белая ладья · h1 белый король | a8 чёрная ладья · c8 чёрный ферзь · f8 чёрная ладья · h8 чёрный король · a7 чёрная пешка · d7 чёрный конь · g7 чёрная пешка · h7 чёрная пешка · b6 чёрная пешка · d6 чёрная пешка · f6 чёрный слон · c5 чёрная пешка · d5 белая пешка · f5 чёрная пешка · c4 белая пешка · e4 чёрная пешка · f4 белая пешка · b3 белый ферзь · c3 белый слон · e3 белый конь · g3 белая пешка · a2 белая пешка · b2 белая пешка · e2 белая пешка · h2 белая пешка · a1 белая ладья · f1 белая ладья · h1 белый король | a8 чёрная ладья · c8 чёрный ферзь · f8 чёрная ладья · h8 чёрный король · a7 чёрная пешка · d7 чёрный конь · g7 чёрная пешка · h7 чёрная пешка · b6 чёрная пешка · d6 чёрная пешка · f6 чёрный слон · c5 чёрная пешка · d5 белая пешка · f5 чёрная пешка · c4 белая пешка · e4 чёрная пешка · f4 белая пешка · b3 белый ферзь · c3 белый слон · e3 белый конь · g3 белая пешка · a2 белая пешка · b2 белая пешка · e2 белая пешка · h2 белая пешка · a1 белая ладья · f1 белая ладья · h1 белый король | 4 |
| 3 | a8 чёрная ладья · c8 чёрный ферзь · f8 чёрная ладья · h8 чёрный король · a7 чёрная пешка · d7 чёрный конь · g7 чёрная пешка · h7 чёрная пешка · b6 чёрная пешка · d6 чёрная пешка · f6 чёрный слон · c5 чёрная пешка · d5 белая пешка · f5 чёрная пешка · c4 белая пешка · e4 чёрная пешка · f4 белая пешка · b3 белый ферзь · c3 белый слон · e3 белый конь · g3 белая пешка · a2 белая пешка · b2 белая пешка · e2 белая пешка · h2 белая пешка · a1 белая ладья · f1 белая ладья · h1 белый король | a8 чёрная ладья · c8 чёрный ферзь · f8 чёрная ладья · h8 чёрный король · a7 чёрная пешка · d7 чёрный конь · g7 чёрная пешка · h7 чёрная пешка · b6 чёрная пешка · d6 чёрная пешка · f6 чёрный слон · c5 чёрная пешка · d5 белая пешка · f5 чёрная пешка · c4 белая пешка · e4 чёрная пешка · f4 белая пешка · b3 белый ферзь · c3 белый слон · e3 белый конь · g3 белая пешка · a2 белая пешка · b2 белая пешка · e2 белая пешка · h2 белая пешка · a1 белая ладья · f1 белая ладья · h1 белый король | a8 чёрная ладья · c8 чёрный ферзь · f8 чёрная ладья · h8 чёрный король · a7 чёрная пешка · d7 чёрный конь · g7 чёрная пешка · h7 чёрная пешка · b6 чёрная пешка · d6 чёрная пешка · f6 чёрный слон · c5 чёрная пешка · d5 белая пешка · f5 чёрная пешка · c4 белая пешка · e4 чёрная пешка · f4 белая пешка · b3 белый ферзь · c3 белый слон · e3 белый конь · g3 белая пешка · a2 белая пешка · b2 белая пешка · e2 белая пешка · h2 белая пешка · a1 белая ладья · f1 белая ладья · h1 белый король | a8 чёрная ладья · c8 чёрный ферзь · f8 чёрная ладья · h8 чёрный король · a7 чёрная пешка · d7 чёрный конь · g7 чёрная пешка · h7 чёрная пешка · b6 чёрная пешка · d6 чёрная пешка · f6 чёрный слон · c5 чёрная пешка · d5 белая пешка · f5 чёрная пешка · c4 белая пешка · e4 чёрная пешка · f4 белая пешка · b3 белый ферзь · c3 белый слон · e3 белый конь · g3 белая пешка · a2 белая пешка · b2 белая пешка · e2 белая пешка · h2 белая пешка · a1 белая ладья · f1 белая ладья · h1 белый король | a8 чёрная ладья · c8 чёрный ферзь · f8 чёрная ладья · h8 чёрный король · a7 чёрная пешка · d7 чёрный конь · g7 чёрная пешка · h7 чёрная пешка · b6 чёрная пешка · d6 чёрная пешка · f6 чёрный слон · c5 чёрная пешка · d5 белая пешка · f5 чёрная пешка · c4 белая пешка · e4 чёрная пешка · f4 белая пешка · b3 белый ферзь · c3 белый слон · e3 белый конь · g3 белая пешка · a2 белая пешка · b2 белая пешка · e2 белая пешка · h2 белая пешка · a1 белая ладья · f1 белая ладья · h1 белый король | a8 чёрная ладья · c8 чёрный ферзь · f8 чёрная ладья · h8 чёрный король · a7 чёрная пешка · d7 чёрный конь · g7 чёрная пешка · h7 чёрная пешка · b6 чёрная пешка · d6 чёрная пешка · f6 чёрный слон · c5 чёрная пешка · d5 белая пешка · f5 чёрная пешка · c4 белая пешка · e4 чёрная пешка · f4 белая пешка · b3 белый ферзь · c3 белый слон · e3 белый конь · g3 белая пешка · a2 белая пешка · b2 белая пешка · e2 белая пешка · h2 белая пешка · a1 белая ладья · f1 белая ладья · h1 белый король | a8 чёрная ладья · c8 чёрный ферзь · f8 чёрная ладья · h8 чёрный король · a7 чёрная пешка · d7 чёрный конь · g7 чёрная пешка · h7 чёрная пешка · b6 чёрная пешка · d6 чёрная пешка · f6 чёрный слон · c5 чёрная пешка · d5 белая пешка · f5 чёрная пешка · c4 белая пешка · e4 чёрная пешка · f4 белая пешка · b3 белый ферзь · c3 белый слон · e3 белый конь · g3 белая пешка · a2 белая пешка · b2 белая пешка · e2 белая пешка · h2 белая пешка · a1 белая ладья · f1 белая ладья · h1 белый король | a8 чёрная ладья · c8 чёрный ферзь · f8 чёрная ладья · h8 чёрный король · a7 чёрная пешка · d7 чёрный конь · g7 чёрная пешка · h7 чёрная пешка · b6 чёрная пешка · d6 чёрная пешка · f6 чёрный слон · c5 чёрная пешка · d5 белая пешка · f5 чёрная пешка · c4 белая пешка · e4 чёрная пешка · f4 белая пешка · b3 белый ферзь · c3 белый слон · e3 белый конь · g3 белая пешка · a2 белая пешка · b2 белая пешка · e2 белая пешка · h2 белая пешка · a1 белая ладья · f1 белая ладья · h1 белый король | 3 |
| 2 | a8 чёрная ладья · c8 чёрный ферзь · f8 чёрная ладья · h8 чёрный король · a7 чёрная пешка · d7 чёрный конь · g7 чёрная пешка · h7 чёрная пешка · b6 чёрная пешка · d6 чёрная пешка · f6 чёрный слон · c5 чёрная пешка · d5 белая пешка · f5 чёрная пешка · c4 белая пешка · e4 чёрная пешка · f4 белая пешка · b3 белый ферзь · c3 белый слон · e3 белый конь · g3 белая пешка · a2 белая пешка · b2 белая пешка · e2 белая пешка · h2 белая пешка · a1 белая ладья · f1 белая ладья · h1 белый король | a8 чёрная ладья · c8 чёрный ферзь · f8 чёрная ладья · h8 чёрный король · a7 чёрная пешка · d7 чёрный конь · g7 чёрная пешка · h7 чёрная пешка · b6 чёрная пешка · d6 чёрная пешка · f6 чёрный слон · c5 чёрная пешка · d5 белая пешка · f5 чёрная пешка · c4 белая пешка · e4 чёрная пешка · f4 белая пешка · b3 белый ферзь · c3 белый слон · e3 белый конь · g3 белая пешка · a2 белая пешка · b2 белая пешка · e2 белая пешка · h2 белая пешка · a1 белая ладья · f1 белая ладья · h1 белый король | a8 чёрная ладья · c8 чёрный ферзь · f8 чёрная ладья · h8 чёрный король · a7 чёрная пешка · d7 чёрный конь · g7 чёрная пешка · h7 чёрная пешка · b6 чёрная пешка · d6 чёрная пешка · f6 чёрный слон · c5 чёрная пешка · d5 белая пешка · f5 чёрная пешка · c4 белая пешка · e4 чёрная пешка · f4 белая пешка · b3 белый ферзь · c3 белый слон · e3 белый конь · g3 белая пешка · a2 белая пешка · b2 белая пешка · e2 белая пешка · h2 белая пешка · a1 белая ладья · f1 белая ладья · h1 белый король | a8 чёрная ладья · c8 чёрный ферзь · f8 чёрная ладья · h8 чёрный король · a7 чёрная пешка · d7 чёрный конь · g7 чёрная пешка · h7 чёрная пешка · b6 чёрная пешка · d6 чёрная пешка · f6 чёрный слон · c5 чёрная пешка · d5 белая пешка · f5 чёрная пешка · c4 белая пешка · e4 чёрная пешка · f4 белая пешка · b3 белый ферзь · c3 белый слон · e3 белый конь · g3 белая пешка · a2 белая пешка · b2 белая пешка · e2 белая пешка · h2 белая пешка · a1 белая ладья · f1 белая ладья · h1 белый король | a8 чёрная ладья · c8 чёрный ферзь · f8 чёрная ладья · h8 чёрный король · a7 чёрная пешка · d7 чёрный конь · g7 чёрная пешка · h7 чёрная пешка · b6 чёрная пешка · d6 чёрная пешка · f6 чёрный слон · c5 чёрная пешка · d5 белая пешка · f5 чёрная пешка · c4 белая пешка · e4 чёрная пешка · f4 белая пешка · b3 белый ферзь · c3 белый слон · e3 белый конь · g3 белая пешка · a2 белая пешка · b2 белая пешка · e2 белая пешка · h2 белая пешка · a1 белая ладья · f1 белая ладья · h1 белый король | a8 чёрная ладья · c8 чёрный ферзь · f8 чёрная ладья · h8 чёрный король · a7 чёрная пешка · d7 чёрный конь · g7 чёрная пешка · h7 чёрная пешка · b6 чёрная пешка · d6 чёрная пешка · f6 чёрный слон · c5 чёрная пешка · d5 белая пешка · f5 чёрная пешка · c4 белая пешка · e4 чёрная пешка · f4 белая пешка · b3 белый ферзь · c3 белый слон · e3 белый конь · g3 белая пешка · a2 белая пешка · b2 белая пешка · e2 белая пешка · h2 белая пешка · a1 белая ладья · f1 белая ладья · h1 белый король | a8 чёрная ладья · c8 чёрный ферзь · f8 чёрная ладья · h8 чёрный король · a7 чёрная пешка · d7 чёрный конь · g7 чёрная пешка · h7 чёрная пешка · b6 чёрная пешка · d6 чёрная пешка · f6 чёрный слон · c5 чёрная пешка · d5 белая пешка · f5 чёрная пешка · c4 белая пешка · e4 чёрная пешка · f4 белая пешка · b3 белый ферзь · c3 белый слон · e3 белый конь · g3 белая пешка · a2 белая пешка · b2 белая пешка · e2 белая пешка · h2 белая пешка · a1 белая ладья · f1 белая ладья · h1 белый король | a8 чёрная ладья · c8 чёрный ферзь · f8 чёрная ладья · h8 чёрный король · a7 чёрная пешка · d7 чёрный конь · g7 чёрная пешка · h7 чёрная пешка · b6 чёрная пешка · d6 чёрная пешка · f6 чёрный слон · c5 чёрная пешка · d5 белая пешка · f5 чёрная пешка · c4 белая пешка · e4 чёрная пешка · f4 белая пешка · b3 белый ферзь · c3 белый слон · e3 белый конь · g3 белая пешка · a2 белая пешка · b2 белая пешка · e2 белая пешка · h2 белая пешка · a1 белая ладья · f1 белая ладья · h1 белый король | 2 |
| 1 | a8 чёрная ладья · c8 чёрный ферзь · f8 чёрная ладья · h8 чёрный король · a7 чёрная пешка · d7 чёрный конь · g7 чёрная пешка · h7 чёрная пешка · b6 чёрная пешка · d6 чёрная пешка · f6 чёрный слон · c5 чёрная пешка · d5 белая пешка · f5 чёрная пешка · c4 белая пешка · e4 чёрная пешка · f4 белая пешка · b3 белый ферзь · c3 белый слон · e3 белый конь · g3 белая пешка · a2 белая пешка · b2 белая пешка · e2 белая пешка · h2 белая пешка · a1 белая ладья · f1 белая ладья · h1 белый король | a8 чёрная ладья · c8 чёрный ферзь · f8 чёрная ладья · h8 чёрный король · a7 чёрная пешка · d7 чёрный конь · g7 чёрная пешка · h7 чёрная пешка · b6 чёрная пешка · d6 чёрная пешка · f6 чёрный слон · c5 чёрная пешка · d5 белая пешка · f5 чёрная пешка · c4 белая пешка · e4 чёрная пешка · f4 белая пешка · b3 белый ферзь · c3 белый слон · e3 белый конь · g3 белая пешка · a2 белая пешка · b2 белая пешка · e2 белая пешка · h2 белая пешка · a1 белая ладья · f1 белая ладья · h1 белый король | a8 чёрная ладья · c8 чёрный ферзь · f8 чёрная ладья · h8 чёрный король · a7 чёрная пешка · d7 чёрный конь · g7 чёрная пешка · h7 чёрная пешка · b6 чёрная пешка · d6 чёрная пешка · f6 чёрный слон · c5 чёрная пешка · d5 белая пешка · f5 чёрная пешка · c4 белая пешка · e4 чёрная пешка · f4 белая пешка · b3 белый ферзь · c3 белый слон · e3 белый конь · g3 белая пешка · a2 белая пешка · b2 белая пешка · e2 белая пешка · h2 белая пешка · a1 белая ладья · f1 белая ладья · h1 белый король | a8 чёрная ладья · c8 чёрный ферзь · f8 чёрная ладья · h8 чёрный король · a7 чёрная пешка · d7 чёрный конь · g7 чёрная пешка · h7 чёрная пешка · b6 чёрная пешка · d6 чёрная пешка · f6 чёрный слон · c5 чёрная пешка · d5 белая пешка · f5 чёрная пешка · c4 белая пешка · e4 чёрная пешка · f4 белая пешка · b3 белый ферзь · c3 белый слон · e3 белый конь · g3 белая пешка · a2 белая пешка · b2 белая пешка · e2 белая пешка · h2 белая пешка · a1 белая ладья · f1 белая ладья · h1 белый король | a8 чёрная ладья · c8 чёрный ферзь · f8 чёрная ладья · h8 чёрный король · a7 чёрная пешка · d7 чёрный конь · g7 чёрная пешка · h7 чёрная пешка · b6 чёрная пешка · d6 чёрная пешка · f6 чёрный слон · c5 чёрная пешка · d5 белая пешка · f5 чёрная пешка · c4 белая пешка · e4 чёрная пешка · f4 белая пешка · b3 белый ферзь · c3 белый слон · e3 белый конь · g3 белая пешка · a2 белая пешка · b2 белая пешка · e2 белая пешка · h2 белая пешка · a1 белая ладья · f1 белая ладья · h1 белый король | a8 чёрная ладья · c8 чёрный ферзь · f8 чёрная ладья · h8 чёрный король · a7 чёрная пешка · d7 чёрный конь · g7 чёрная пешка · h7 чёрная пешка · b6 чёрная пешка · d6 чёрная пешка · f6 чёрный слон · c5 чёрная пешка · d5 белая пешка · f5 чёрная пешка · c4 белая пешка · e4 чёрная пешка · f4 белая пешка · b3 белый ферзь · c3 белый слон · e3 белый конь · g3 белая пешка · a2 белая пешка · b2 белая пешка · e2 белая пешка · h2 белая пешка · a1 белая ладья · f1 белая ладья · h1 белый король | a8 чёрная ладья · c8 чёрный ферзь · f8 чёрная ладья · h8 чёрный король · a7 чёрная пешка · d7 чёрный конь · g7 чёрная пешка · h7 чёрная пешка · b6 чёрная пешка · d6 чёрная пешка · f6 чёрный слон · c5 чёрная пешка · d5 белая пешка · f5 чёрная пешка · c4 белая пешка · e4 чёрная пешка · f4 белая пешка · b3 белый ферзь · c3 белый слон · e3 белый конь · g3 белая пешка · a2 белая пешка · b2 белая пешка · e2 белая пешка · h2 белая пешка · a1 белая ладья · f1 белая ладья · h1 белый король | a8 чёрная ладья · c8 чёрный ферзь · f8 чёрная ладья · h8 чёрный король · a7 чёрная пешка · d7 чёрный конь · g7 чёрная пешка · h7 чёрная пешка · b6 чёрная пешка · d6 чёрная пешка · f6 чёрный слон · c5 чёрная пешка · d5 белая пешка · f5 чёрная пешка · c4 белая пешка · e4 чёрная пешка · f4 белая пешка · b3 белый ферзь · c3 белый слон · e3 белый конь · g3 белая пешка · a2 белая пешка · b2 белая пешка · e2 белая пешка · h2 белая пешка · a1 белая ладья · f1 белая ладья · h1 белый король | 1 |
|   | a | b | c | d | e | f | g | h |   |

1.d4 e6 2.c4 f5 3.g3 Сb4+ 4.Сd2 Сe7 5.Сg2 Кf6 6.Кc3 0-0 7.Кf3 Кe4 8.0-0 b6 9.Фc2 Сb7. 10.Кe5 К:c3 11.С:c3 С:g2 12.Кр: g2 Фc8 13.d5 d6 14.Кd3 e5 15.Крh1 c6 16.Фb3! Крh8 (угрожало 17.c5) 17.f4 e4 18.Кb4 c5 19.Кc2 Кd7 20.Кe3 Сf6. (См. позицию на диаграмме). Белые жертвуют фигуру за три пешки, получая инициативу и мощный пешечный кулак в центре.
21.К:f5 С:c3 22.К:d6 Фb8 23.К:e4 Сf6 24.Кd2 g5 25.e4 gf 26.gf Сd4 27.e5 Фe8 28.e6 Лg8 29.Кf3 Фg6 30.Лg1 С:g1 31.Л:g1 Фf6 32.Кg5! Лg7 Белые угрожают шахом на f7, поэтому чёрный конь остаётся под ударом, а белые получают возможность перевести коня на e6. 33.ed Л:d7 34.Фe3 Лe7 35.Кe6 Лf8 36.Фe5 Ф:e5 37.fe Лf5. Белые перешли в эндшпиль, где ладья, конь и две связанные пешки переигрывают две ладьи. 38.Лe1 h6 39.Кd8 Лf2 40.e6 Лd2. 41.Кc6 Лe8 42.e7 b5 43.Кd8 Крg7 44.Кb7 Крf6 45.Лe6+ Крg5 46.Кd6 Л:e7 47.Кe4+. Чёрные сдались.
После этого Алехин уже не смог отыграться. Состоялись все 30 партий, Эйве выиграл со счётом 15½:14½ (+9 −8 =13). Широко распространено мнение, что важную роль в поражении Алехина сыграл развившийся у него алкоголизм, а двадцать первую партию он якобы играл пьяным. Каспаров считал главной причиной поражения Алехина недооценку соперника. Об игровом превосходстве Эйве и заслуженности его победы писали Спасский, Карпов, Каспаров и Крамник. В книге Авербаха «О чём молчат фигуры» утверждается, что голландской федерации шахмат не удалось собрать полную сумму призового фонда, и в то время как чемпиону мира гарантировалась опредёленная сумма, сам Эйве играл только за титул. После митинга, состоявшегося по случаю победы Эйве, он обнаружил, что не имеет денег даже на дорогу домой.
Сразу после окончания матча Эйве передал права на организацию следующего матча на первенство мира ФИДЕ. Именно тогда ФИДЕ начала приобретать авторитет в шахматном мире. Однако до первого розыгрыша под контролем ФИДЕ должен был состояться предусмотренный регламентом матча 1935 года матч-реванш между Алехиным и Эйве. В ранге чемпиона мира Эйве продолжил выступать в турнирах. В Зандвоорте он проиграл партию Боголюбову и в итоге стал вторым после Файна. В ноттингемском турнире, в котором собрались все сильнейшие шахматисты своего времени, Эйве с самого старта боролся за первое место, однако поражение от Алехина в седьмом туре и «просмотр века» в партии против Ласкера в тринадцатом оставили его только на третьем месте на пол-очка позади Капабланки и Ботвинника. Затем он победил в Амстердаме и Бад-Наухайме, оба раза обойдя Алехина. На Шахматной олимпиаде в Стокгольме Эйве стартовал шестью победами подряд, но во второй половине проиграл две партии и в итоге занял третье место на первой доске (после Флора и Кереса), а его команда стала шестой.
Матч-реванш начался 5 октября 1937 года в Нидерландах. Эйве считался фаворитом; после первого матча он выиграл у Алехина три партии и проиграл только однажды. Эйве вёл — 1:0 и 3:2; решающей стала шестая партия, в которой Алехин уже в дебюте разгромил соперника. Следующие две партии также остались за Алехиным. В дальнейшем он сохранял преимущество в два или три очка, а начиная с 21-й партии в игре Эйве произошёл надлом: в пяти партиях Алехин набрал 4½ очка. В 25-й партии Алехин набрал решающее очко и вернул себе титул (счёт матча стал 15½:9½).

### Вторая мировая война и матч-турнир 1948 года
После поражения от Алехина Эйве планировал отойти от шахмат, но в силу ранее заключённых обязательств (в частности, решения конгресса ФИДЕ в Стокгольме) должен был выступить в АВРО-турнире в Нидерландах. В первой половине Эйве играл неудачно, но на финише поправил свои дела победами над Файном, Ботвинником и Капабланкой и в итоге разделил 4—6-е места из восьми. АВРО-турнир считается моментом смены поколений: Керес, Файн и Ботвинник опередили своих более титулованных, но и более возрастных соперников. До войны Эйве выступил в Борнмуте (1939, 1-е место) и нескольких турнирах в Нидерландах и проиграл товарищеский матч Кересу (6½:7½).
В период Второй мировой войны (1939—1945) Эйве сыграл только турнир в Будапеште, посвящённый семидесятилетию Мароци (1940, 1-е место), и матч с Боголюбовым в Карлсбаде в 1941 году (+4 −1 =5). В оккупированных Нидерландах он не выступал. По требованию нацистов Эйве стал руководителем Нидерландского шахматного союза, одновременно с этим он возглавлял Службу продовольственной помощи (подпольную организацию нидерландского Сопротивления). После войны Эйве покинул пост президента шахматного союза и сыграл несколько турниров. В новогоднем турнире в Гастингсе (1945/46) он поделил 3—5-е места, в Лондоне, Маастрихте и Зандаме (все — 1946) Эйве стал первым.
24 марта 1946 года умер чемпион мира Алехин. В июле состоялся конгресс ФИДЕ в Винтертуре (Швейцария), на котором было решено, что вакантный титул будет разыгран в матче-турнире с участием Эйве, Ботвинника, Смыслова, Кереса, Решевского и Файна, а также, возможно, победителей предстоящих турниров в Гронингене и Праге. Лейтмотивом гронингенского турнира стало соперничество Эйве и Ботвинника. В десятом туре они сыграли вничью личную встречу, где Ботвинник этюдным образом спасся в ладейном эндшпиле. После пятнадцатого тура Эйве возглавил таблицу, но за следующие три партии Ботвинник снова вышел вперёд, а в последнем туре оба лидера проиграли: Ботвинник — Найдорфу, Эйве — Котову. В следующем году Эйве неудачно сыграл два турнира в Аргентине. На очередном конгрессе ФИДЕ в Гааге (30 июля — 1 августа) в какой-то момент Эйве был провозглашён новым чемпионом мира, но через два часа решение было отменено, потому что самолёт с советской делегацией задержался и она не смогла принять участие в голосовании. Также обсуждался вариант, при котором чемпионом мира будет объявлен победитель матча между Эйве и Решевским, но он не набрал нужного количества голосов, и был подтверждён состав матча-турнира. Позднее Файн отказался от участия в нём. Матч-турнир на первенство мира начался в Гааге 2 марта 1948 года. Эйве провалил уже первый круг, проиграв всем четырём соперникам, и в итоге завершил турнир на последнем месте; победу в турнире одержал Михаил Ботвинник.

### Окончание карьеры игрока
После 1948 года Эйве отошёл от регулярной игры на высшем уровне, выступая в основном в чемпионатах страны, второстепенных турнирах и командных соревнованиях. Его последним крупным турниром стал турнир претендентов 1953 года в Цюрихе, на который Эйве и Решевский были приглашены персонально. Эйве занял предпоследнее место с 11½ очками из 28, однако в первом круге одержал красивые победы над Найдорфом и Геллером. Партия Геллер — Эйве получила приз за красоту и была названа одной из лучших на турнире автором турнирного сборника Давидом Бронштейном.
|   | a | b | c | d | e | f | g | h |   |
| - | --- | --- | --- | --- | --- | --- | --- | --- | - |
| 8 | c8 чёрная ладья · e8 чёрный конь · f8 чёрная ладья · a7 чёрная пешка · b7 чёрный слон · d7 чёрная пешка · f7 чёрный король · g7 чёрная пешка · h7 белый ферзь · e6 чёрный ферзь · f6 чёрная пешка · h6 белый слон · b5 чёрная пешка · d4 белая пешка · h4 белая ладья · a3 белая пешка · g3 белый конь · g2 белая пешка · h2 белая пешка · a1 белая ладья · g1 белый король | c8 чёрная ладья · e8 чёрный конь · f8 чёрная ладья · a7 чёрная пешка · b7 чёрный слон · d7 чёрная пешка · f7 чёрный король · g7 чёрная пешка · h7 белый ферзь · e6 чёрный ферзь · f6 чёрная пешка · h6 белый слон · b5 чёрная пешка · d4 белая пешка · h4 белая ладья · a3 белая пешка · g3 белый конь · g2 белая пешка · h2 белая пешка · a1 белая ладья · g1 белый король | c8 чёрная ладья · e8 чёрный конь · f8 чёрная ладья · a7 чёрная пешка · b7 чёрный слон · d7 чёрная пешка · f7 чёрный король · g7 чёрная пешка · h7 белый ферзь · e6 чёрный ферзь · f6 чёрная пешка · h6 белый слон · b5 чёрная пешка · d4 белая пешка · h4 белая ладья · a3 белая пешка · g3 белый конь · g2 белая пешка · h2 белая пешка · a1 белая ладья · g1 белый король | c8 чёрная ладья · e8 чёрный конь · f8 чёрная ладья · a7 чёрная пешка · b7 чёрный слон · d7 чёрная пешка · f7 чёрный король · g7 чёрная пешка · h7 белый ферзь · e6 чёрный ферзь · f6 чёрная пешка · h6 белый слон · b5 чёрная пешка · d4 белая пешка · h4 белая ладья · a3 белая пешка · g3 белый конь · g2 белая пешка · h2 белая пешка · a1 белая ладья · g1 белый король | c8 чёрная ладья · e8 чёрный конь · f8 чёрная ладья · a7 чёрная пешка · b7 чёрный слон · d7 чёрная пешка · f7 чёрный король · g7 чёрная пешка · h7 белый ферзь · e6 чёрный ферзь · f6 чёрная пешка · h6 белый слон · b5 чёрная пешка · d4 белая пешка · h4 белая ладья · a3 белая пешка · g3 белый конь · g2 белая пешка · h2 белая пешка · a1 белая ладья · g1 белый король | c8 чёрная ладья · e8 чёрный конь · f8 чёрная ладья · a7 чёрная пешка · b7 чёрный слон · d7 чёрная пешка · f7 чёрный король · g7 чёрная пешка · h7 белый ферзь · e6 чёрный ферзь · f6 чёрная пешка · h6 белый слон · b5 чёрная пешка · d4 белая пешка · h4 белая ладья · a3 белая пешка · g3 белый конь · g2 белая пешка · h2 белая пешка · a1 белая ладья · g1 белый король | c8 чёрная ладья · e8 чёрный конь · f8 чёрная ладья · a7 чёрная пешка · b7 чёрный слон · d7 чёрная пешка · f7 чёрный король · g7 чёрная пешка · h7 белый ферзь · e6 чёрный ферзь · f6 чёрная пешка · h6 белый слон · b5 чёрная пешка · d4 белая пешка · h4 белая ладья · a3 белая пешка · g3 белый конь · g2 белая пешка · h2 белая пешка · a1 белая ладья · g1 белый король | c8 чёрная ладья · e8 чёрный конь · f8 чёрная ладья · a7 чёрная пешка · b7 чёрный слон · d7 чёрная пешка · f7 чёрный король · g7 чёрная пешка · h7 белый ферзь · e6 чёрный ферзь · f6 чёрная пешка · h6 белый слон · b5 чёрная пешка · d4 белая пешка · h4 белая ладья · a3 белая пешка · g3 белый конь · g2 белая пешка · h2 белая пешка · a1 белая ладья · g1 белый король | 8 |
| 7 | c8 чёрная ладья · e8 чёрный конь · f8 чёрная ладья · a7 чёрная пешка · b7 чёрный слон · d7 чёрная пешка · f7 чёрный король · g7 чёрная пешка · h7 белый ферзь · e6 чёрный ферзь · f6 чёрная пешка · h6 белый слон · b5 чёрная пешка · d4 белая пешка · h4 белая ладья · a3 белая пешка · g3 белый конь · g2 белая пешка · h2 белая пешка · a1 белая ладья · g1 белый король | c8 чёрная ладья · e8 чёрный конь · f8 чёрная ладья · a7 чёрная пешка · b7 чёрный слон · d7 чёрная пешка · f7 чёрный король · g7 чёрная пешка · h7 белый ферзь · e6 чёрный ферзь · f6 чёрная пешка · h6 белый слон · b5 чёрная пешка · d4 белая пешка · h4 белая ладья · a3 белая пешка · g3 белый конь · g2 белая пешка · h2 белая пешка · a1 белая ладья · g1 белый король | c8 чёрная ладья · e8 чёрный конь · f8 чёрная ладья · a7 чёрная пешка · b7 чёрный слон · d7 чёрная пешка · f7 чёрный король · g7 чёрная пешка · h7 белый ферзь · e6 чёрный ферзь · f6 чёрная пешка · h6 белый слон · b5 чёрная пешка · d4 белая пешка · h4 белая ладья · a3 белая пешка · g3 белый конь · g2 белая пешка · h2 белая пешка · a1 белая ладья · g1 белый король | c8 чёрная ладья · e8 чёрный конь · f8 чёрная ладья · a7 чёрная пешка · b7 чёрный слон · d7 чёрная пешка · f7 чёрный король · g7 чёрная пешка · h7 белый ферзь · e6 чёрный ферзь · f6 чёрная пешка · h6 белый слон · b5 чёрная пешка · d4 белая пешка · h4 белая ладья · a3 белая пешка · g3 белый конь · g2 белая пешка · h2 белая пешка · a1 белая ладья · g1 белый король | c8 чёрная ладья · e8 чёрный конь · f8 чёрная ладья · a7 чёрная пешка · b7 чёрный слон · d7 чёрная пешка · f7 чёрный король · g7 чёрная пешка · h7 белый ферзь · e6 чёрный ферзь · f6 чёрная пешка · h6 белый слон · b5 чёрная пешка · d4 белая пешка · h4 белая ладья · a3 белая пешка · g3 белый конь · g2 белая пешка · h2 белая пешка · a1 белая ладья · g1 белый король | c8 чёрная ладья · e8 чёрный конь · f8 чёрная ладья · a7 чёрная пешка · b7 чёрный слон · d7 чёрная пешка · f7 чёрный король · g7 чёрная пешка · h7 белый ферзь · e6 чёрный ферзь · f6 чёрная пешка · h6 белый слон · b5 чёрная пешка · d4 белая пешка · h4 белая ладья · a3 белая пешка · g3 белый конь · g2 белая пешка · h2 белая пешка · a1 белая ладья · g1 белый король | c8 чёрная ладья · e8 чёрный конь · f8 чёрная ладья · a7 чёрная пешка · b7 чёрный слон · d7 чёрная пешка · f7 чёрный король · g7 чёрная пешка · h7 белый ферзь · e6 чёрный ферзь · f6 чёрная пешка · h6 белый слон · b5 чёрная пешка · d4 белая пешка · h4 белая ладья · a3 белая пешка · g3 белый конь · g2 белая пешка · h2 белая пешка · a1 белая ладья · g1 белый король | c8 чёрная ладья · e8 чёрный конь · f8 чёрная ладья · a7 чёрная пешка · b7 чёрный слон · d7 чёрная пешка · f7 чёрный король · g7 чёрная пешка · h7 белый ферзь · e6 чёрный ферзь · f6 чёрная пешка · h6 белый слон · b5 чёрная пешка · d4 белая пешка · h4 белая ладья · a3 белая пешка · g3 белый конь · g2 белая пешка · h2 белая пешка · a1 белая ладья · g1 белый король | 7 |
| 6 | c8 чёрная ладья · e8 чёрный конь · f8 чёрная ладья · a7 чёрная пешка · b7 чёрный слон · d7 чёрная пешка · f7 чёрный король · g7 чёрная пешка · h7 белый ферзь · e6 чёрный ферзь · f6 чёрная пешка · h6 белый слон · b5 чёрная пешка · d4 белая пешка · h4 белая ладья · a3 белая пешка · g3 белый конь · g2 белая пешка · h2 белая пешка · a1 белая ладья · g1 белый король | c8 чёрная ладья · e8 чёрный конь · f8 чёрная ладья · a7 чёрная пешка · b7 чёрный слон · d7 чёрная пешка · f7 чёрный король · g7 чёрная пешка · h7 белый ферзь · e6 чёрный ферзь · f6 чёрная пешка · h6 белый слон · b5 чёрная пешка · d4 белая пешка · h4 белая ладья · a3 белая пешка · g3 белый конь · g2 белая пешка · h2 белая пешка · a1 белая ладья · g1 белый король | c8 чёрная ладья · e8 чёрный конь · f8 чёрная ладья · a7 чёрная пешка · b7 чёрный слон · d7 чёрная пешка · f7 чёрный король · g7 чёрная пешка · h7 белый ферзь · e6 чёрный ферзь · f6 чёрная пешка · h6 белый слон · b5 чёрная пешка · d4 белая пешка · h4 белая ладья · a3 белая пешка · g3 белый конь · g2 белая пешка · h2 белая пешка · a1 белая ладья · g1 белый король | c8 чёрная ладья · e8 чёрный конь · f8 чёрная ладья · a7 чёрная пешка · b7 чёрный слон · d7 чёрная пешка · f7 чёрный король · g7 чёрная пешка · h7 белый ферзь · e6 чёрный ферзь · f6 чёрная пешка · h6 белый слон · b5 чёрная пешка · d4 белая пешка · h4 белая ладья · a3 белая пешка · g3 белый конь · g2 белая пешка · h2 белая пешка · a1 белая ладья · g1 белый король | c8 чёрная ладья · e8 чёрный конь · f8 чёрная ладья · a7 чёрная пешка · b7 чёрный слон · d7 чёрная пешка · f7 чёрный король · g7 чёрная пешка · h7 белый ферзь · e6 чёрный ферзь · f6 чёрная пешка · h6 белый слон · b5 чёрная пешка · d4 белая пешка · h4 белая ладья · a3 белая пешка · g3 белый конь · g2 белая пешка · h2 белая пешка · a1 белая ладья · g1 белый король | c8 чёрная ладья · e8 чёрный конь · f8 чёрная ладья · a7 чёрная пешка · b7 чёрный слон · d7 чёрная пешка · f7 чёрный король · g7 чёрная пешка · h7 белый ферзь · e6 чёрный ферзь · f6 чёрная пешка · h6 белый слон · b5 чёрная пешка · d4 белая пешка · h4 белая ладья · a3 белая пешка · g3 белый конь · g2 белая пешка · h2 белая пешка · a1 белая ладья · g1 белый король | c8 чёрная ладья · e8 чёрный конь · f8 чёрная ладья · a7 чёрная пешка · b7 чёрный слон · d7 чёрная пешка · f7 чёрный король · g7 чёрная пешка · h7 белый ферзь · e6 чёрный ферзь · f6 чёрная пешка · h6 белый слон · b5 чёрная пешка · d4 белая пешка · h4 белая ладья · a3 белая пешка · g3 белый конь · g2 белая пешка · h2 белая пешка · a1 белая ладья · g1 белый король | c8 чёрная ладья · e8 чёрный конь · f8 чёрная ладья · a7 чёрная пешка · b7 чёрный слон · d7 чёрная пешка · f7 чёрный король · g7 чёрная пешка · h7 белый ферзь · e6 чёрный ферзь · f6 чёрная пешка · h6 белый слон · b5 чёрная пешка · d4 белая пешка · h4 белая ладья · a3 белая пешка · g3 белый конь · g2 белая пешка · h2 белая пешка · a1 белая ладья · g1 белый король | 6 |
| 5 | c8 чёрная ладья · e8 чёрный конь · f8 чёрная ладья · a7 чёрная пешка · b7 чёрный слон · d7 чёрная пешка · f7 чёрный король · g7 чёрная пешка · h7 белый ферзь · e6 чёрный ферзь · f6 чёрная пешка · h6 белый слон · b5 чёрная пешка · d4 белая пешка · h4 белая ладья · a3 белая пешка · g3 белый конь · g2 белая пешка · h2 белая пешка · a1 белая ладья · g1 белый король | c8 чёрная ладья · e8 чёрный конь · f8 чёрная ладья · a7 чёрная пешка · b7 чёрный слон · d7 чёрная пешка · f7 чёрный король · g7 чёрная пешка · h7 белый ферзь · e6 чёрный ферзь · f6 чёрная пешка · h6 белый слон · b5 чёрная пешка · d4 белая пешка · h4 белая ладья · a3 белая пешка · g3 белый конь · g2 белая пешка · h2 белая пешка · a1 белая ладья · g1 белый король | c8 чёрная ладья · e8 чёрный конь · f8 чёрная ладья · a7 чёрная пешка · b7 чёрный слон · d7 чёрная пешка · f7 чёрный король · g7 чёрная пешка · h7 белый ферзь · e6 чёрный ферзь · f6 чёрная пешка · h6 белый слон · b5 чёрная пешка · d4 белая пешка · h4 белая ладья · a3 белая пешка · g3 белый конь · g2 белая пешка · h2 белая пешка · a1 белая ладья · g1 белый король | c8 чёрная ладья · e8 чёрный конь · f8 чёрная ладья · a7 чёрная пешка · b7 чёрный слон · d7 чёрная пешка · f7 чёрный король · g7 чёрная пешка · h7 белый ферзь · e6 чёрный ферзь · f6 чёрная пешка · h6 белый слон · b5 чёрная пешка · d4 белая пешка · h4 белая ладья · a3 белая пешка · g3 белый конь · g2 белая пешка · h2 белая пешка · a1 белая ладья · g1 белый король | c8 чёрная ладья · e8 чёрный конь · f8 чёрная ладья · a7 чёрная пешка · b7 чёрный слон · d7 чёрная пешка · f7 чёрный король · g7 чёрная пешка · h7 белый ферзь · e6 чёрный ферзь · f6 чёрная пешка · h6 белый слон · b5 чёрная пешка · d4 белая пешка · h4 белая ладья · a3 белая пешка · g3 белый конь · g2 белая пешка · h2 белая пешка · a1 белая ладья · g1 белый король | c8 чёрная ладья · e8 чёрный конь · f8 чёрная ладья · a7 чёрная пешка · b7 чёрный слон · d7 чёрная пешка · f7 чёрный король · g7 чёрная пешка · h7 белый ферзь · e6 чёрный ферзь · f6 чёрная пешка · h6 белый слон · b5 чёрная пешка · d4 белая пешка · h4 белая ладья · a3 белая пешка · g3 белый конь · g2 белая пешка · h2 белая пешка · a1 белая ладья · g1 белый король | c8 чёрная ладья · e8 чёрный конь · f8 чёрная ладья · a7 чёрная пешка · b7 чёрный слон · d7 чёрная пешка · f7 чёрный король · g7 чёрная пешка · h7 белый ферзь · e6 чёрный ферзь · f6 чёрная пешка · h6 белый слон · b5 чёрная пешка · d4 белая пешка · h4 белая ладья · a3 белая пешка · g3 белый конь · g2 белая пешка · h2 белая пешка · a1 белая ладья · g1 белый король | c8 чёрная ладья · e8 чёрный конь · f8 чёрная ладья · a7 чёрная пешка · b7 чёрный слон · d7 чёрная пешка · f7 чёрный король · g7 чёрная пешка · h7 белый ферзь · e6 чёрный ферзь · f6 чёрная пешка · h6 белый слон · b5 чёрная пешка · d4 белая пешка · h4 белая ладья · a3 белая пешка · g3 белый конь · g2 белая пешка · h2 белая пешка · a1 белая ладья · g1 белый король | 5 |
| 4 | c8 чёрная ладья · e8 чёрный конь · f8 чёрная ладья · a7 чёрная пешка · b7 чёрный слон · d7 чёрная пешка · f7 чёрный король · g7 чёрная пешка · h7 белый ферзь · e6 чёрный ферзь · f6 чёрная пешка · h6 белый слон · b5 чёрная пешка · d4 белая пешка · h4 белая ладья · a3 белая пешка · g3 белый конь · g2 белая пешка · h2 белая пешка · a1 белая ладья · g1 белый король | c8 чёрная ладья · e8 чёрный конь · f8 чёрная ладья · a7 чёрная пешка · b7 чёрный слон · d7 чёрная пешка · f7 чёрный король · g7 чёрная пешка · h7 белый ферзь · e6 чёрный ферзь · f6 чёрная пешка · h6 белый слон · b5 чёрная пешка · d4 белая пешка · h4 белая ладья · a3 белая пешка · g3 белый конь · g2 белая пешка · h2 белая пешка · a1 белая ладья · g1 белый король | c8 чёрная ладья · e8 чёрный конь · f8 чёрная ладья · a7 чёрная пешка · b7 чёрный слон · d7 чёрная пешка · f7 чёрный король · g7 чёрная пешка · h7 белый ферзь · e6 чёрный ферзь · f6 чёрная пешка · h6 белый слон · b5 чёрная пешка · d4 белая пешка · h4 белая ладья · a3 белая пешка · g3 белый конь · g2 белая пешка · h2 белая пешка · a1 белая ладья · g1 белый король | c8 чёрная ладья · e8 чёрный конь · f8 чёрная ладья · a7 чёрная пешка · b7 чёрный слон · d7 чёрная пешка · f7 чёрный король · g7 чёрная пешка · h7 белый ферзь · e6 чёрный ферзь · f6 чёрная пешка · h6 белый слон · b5 чёрная пешка · d4 белая пешка · h4 белая ладья · a3 белая пешка · g3 белый конь · g2 белая пешка · h2 белая пешка · a1 белая ладья · g1 белый король | c8 чёрная ладья · e8 чёрный конь · f8 чёрная ладья · a7 чёрная пешка · b7 чёрный слон · d7 чёрная пешка · f7 чёрный король · g7 чёрная пешка · h7 белый ферзь · e6 чёрный ферзь · f6 чёрная пешка · h6 белый слон · b5 чёрная пешка · d4 белая пешка · h4 белая ладья · a3 белая пешка · g3 белый конь · g2 белая пешка · h2 белая пешка · a1 белая ладья · g1 белый король | c8 чёрная ладья · e8 чёрный конь · f8 чёрная ладья · a7 чёрная пешка · b7 чёрный слон · d7 чёрная пешка · f7 чёрный король · g7 чёрная пешка · h7 белый ферзь · e6 чёрный ферзь · f6 чёрная пешка · h6 белый слон · b5 чёрная пешка · d4 белая пешка · h4 белая ладья · a3 белая пешка · g3 белый конь · g2 белая пешка · h2 белая пешка · a1 белая ладья · g1 белый король | c8 чёрная ладья · e8 чёрный конь · f8 чёрная ладья · a7 чёрная пешка · b7 чёрный слон · d7 чёрная пешка · f7 чёрный король · g7 чёрная пешка · h7 белый ферзь · e6 чёрный ферзь · f6 чёрная пешка · h6 белый слон · b5 чёрная пешка · d4 белая пешка · h4 белая ладья · a3 белая пешка · g3 белый конь · g2 белая пешка · h2 белая пешка · a1 белая ладья · g1 белый король | c8 чёрная ладья · e8 чёрный конь · f8 чёрная ладья · a7 чёрная пешка · b7 чёрный слон · d7 чёрная пешка · f7 чёрный король · g7 чёрная пешка · h7 белый ферзь · e6 чёрный ферзь · f6 чёрная пешка · h6 белый слон · b5 чёрная пешка · d4 белая пешка · h4 белая ладья · a3 белая пешка · g3 белый конь · g2 белая пешка · h2 белая пешка · a1 белая ладья · g1 белый король | 4 |
| 3 | c8 чёрная ладья · e8 чёрный конь · f8 чёрная ладья · a7 чёрная пешка · b7 чёрный слон · d7 чёрная пешка · f7 чёрный король · g7 чёрная пешка · h7 белый ферзь · e6 чёрный ферзь · f6 чёрная пешка · h6 белый слон · b5 чёрная пешка · d4 белая пешка · h4 белая ладья · a3 белая пешка · g3 белый конь · g2 белая пешка · h2 белая пешка · a1 белая ладья · g1 белый король | c8 чёрная ладья · e8 чёрный конь · f8 чёрная ладья · a7 чёрная пешка · b7 чёрный слон · d7 чёрная пешка · f7 чёрный король · g7 чёрная пешка · h7 белый ферзь · e6 чёрный ферзь · f6 чёрная пешка · h6 белый слон · b5 чёрная пешка · d4 белая пешка · h4 белая ладья · a3 белая пешка · g3 белый конь · g2 белая пешка · h2 белая пешка · a1 белая ладья · g1 белый король | c8 чёрная ладья · e8 чёрный конь · f8 чёрная ладья · a7 чёрная пешка · b7 чёрный слон · d7 чёрная пешка · f7 чёрный король · g7 чёрная пешка · h7 белый ферзь · e6 чёрный ферзь · f6 чёрная пешка · h6 белый слон · b5 чёрная пешка · d4 белая пешка · h4 белая ладья · a3 белая пешка · g3 белый конь · g2 белая пешка · h2 белая пешка · a1 белая ладья · g1 белый король | c8 чёрная ладья · e8 чёрный конь · f8 чёрная ладья · a7 чёрная пешка · b7 чёрный слон · d7 чёрная пешка · f7 чёрный король · g7 чёрная пешка · h7 белый ферзь · e6 чёрный ферзь · f6 чёрная пешка · h6 белый слон · b5 чёрная пешка · d4 белая пешка · h4 белая ладья · a3 белая пешка · g3 белый конь · g2 белая пешка · h2 белая пешка · a1 белая ладья · g1 белый король | c8 чёрная ладья · e8 чёрный конь · f8 чёрная ладья · a7 чёрная пешка · b7 чёрный слон · d7 чёрная пешка · f7 чёрный король · g7 чёрная пешка · h7 белый ферзь · e6 чёрный ферзь · f6 чёрная пешка · h6 белый слон · b5 чёрная пешка · d4 белая пешка · h4 белая ладья · a3 белая пешка · g3 белый конь · g2 белая пешка · h2 белая пешка · a1 белая ладья · g1 белый король | c8 чёрная ладья · e8 чёрный конь · f8 чёрная ладья · a7 чёрная пешка · b7 чёрный слон · d7 чёрная пешка · f7 чёрный король · g7 чёрная пешка · h7 белый ферзь · e6 чёрный ферзь · f6 чёрная пешка · h6 белый слон · b5 чёрная пешка · d4 белая пешка · h4 белая ладья · a3 белая пешка · g3 белый конь · g2 белая пешка · h2 белая пешка · a1 белая ладья · g1 белый король | c8 чёрная ладья · e8 чёрный конь · f8 чёрная ладья · a7 чёрная пешка · b7 чёрный слон · d7 чёрная пешка · f7 чёрный король · g7 чёрная пешка · h7 белый ферзь · e6 чёрный ферзь · f6 чёрная пешка · h6 белый слон · b5 чёрная пешка · d4 белая пешка · h4 белая ладья · a3 белая пешка · g3 белый конь · g2 белая пешка · h2 белая пешка · a1 белая ладья · g1 белый король | c8 чёрная ладья · e8 чёрный конь · f8 чёрная ладья · a7 чёрная пешка · b7 чёрный слон · d7 чёрная пешка · f7 чёрный король · g7 чёрная пешка · h7 белый ферзь · e6 чёрный ферзь · f6 чёрная пешка · h6 белый слон · b5 чёрная пешка · d4 белая пешка · h4 белая ладья · a3 белая пешка · g3 белый конь · g2 белая пешка · h2 белая пешка · a1 белая ладья · g1 белый король | 3 |
| 2 | c8 чёрная ладья · e8 чёрный конь · f8 чёрная ладья · a7 чёрная пешка · b7 чёрный слон · d7 чёрная пешка · f7 чёрный король · g7 чёрная пешка · h7 белый ферзь · e6 чёрный ферзь · f6 чёрная пешка · h6 белый слон · b5 чёрная пешка · d4 белая пешка · h4 белая ладья · a3 белая пешка · g3 белый конь · g2 белая пешка · h2 белая пешка · a1 белая ладья · g1 белый король | c8 чёрная ладья · e8 чёрный конь · f8 чёрная ладья · a7 чёрная пешка · b7 чёрный слон · d7 чёрная пешка · f7 чёрный король · g7 чёрная пешка · h7 белый ферзь · e6 чёрный ферзь · f6 чёрная пешка · h6 белый слон · b5 чёрная пешка · d4 белая пешка · h4 белая ладья · a3 белая пешка · g3 белый конь · g2 белая пешка · h2 белая пешка · a1 белая ладья · g1 белый король | c8 чёрная ладья · e8 чёрный конь · f8 чёрная ладья · a7 чёрная пешка · b7 чёрный слон · d7 чёрная пешка · f7 чёрный король · g7 чёрная пешка · h7 белый ферзь · e6 чёрный ферзь · f6 чёрная пешка · h6 белый слон · b5 чёрная пешка · d4 белая пешка · h4 белая ладья · a3 белая пешка · g3 белый конь · g2 белая пешка · h2 белая пешка · a1 белая ладья · g1 белый король | c8 чёрная ладья · e8 чёрный конь · f8 чёрная ладья · a7 чёрная пешка · b7 чёрный слон · d7 чёрная пешка · f7 чёрный король · g7 чёрная пешка · h7 белый ферзь · e6 чёрный ферзь · f6 чёрная пешка · h6 белый слон · b5 чёрная пешка · d4 белая пешка · h4 белая ладья · a3 белая пешка · g3 белый конь · g2 белая пешка · h2 белая пешка · a1 белая ладья · g1 белый король | c8 чёрная ладья · e8 чёрный конь · f8 чёрная ладья · a7 чёрная пешка · b7 чёрный слон · d7 чёрная пешка · f7 чёрный король · g7 чёрная пешка · h7 белый ферзь · e6 чёрный ферзь · f6 чёрная пешка · h6 белый слон · b5 чёрная пешка · d4 белая пешка · h4 белая ладья · a3 белая пешка · g3 белый конь · g2 белая пешка · h2 белая пешка · a1 белая ладья · g1 белый король | c8 чёрная ладья · e8 чёрный конь · f8 чёрная ладья · a7 чёрная пешка · b7 чёрный слон · d7 чёрная пешка · f7 чёрный король · g7 чёрная пешка · h7 белый ферзь · e6 чёрный ферзь · f6 чёрная пешка · h6 белый слон · b5 чёрная пешка · d4 белая пешка · h4 белая ладья · a3 белая пешка · g3 белый конь · g2 белая пешка · h2 белая пешка · a1 белая ладья · g1 белый король | c8 чёрная ладья · e8 чёрный конь · f8 чёрная ладья · a7 чёрная пешка · b7 чёрный слон · d7 чёрная пешка · f7 чёрный король · g7 чёрная пешка · h7 белый ферзь · e6 чёрный ферзь · f6 чёрная пешка · h6 белый слон · b5 чёрная пешка · d4 белая пешка · h4 белая ладья · a3 белая пешка · g3 белый конь · g2 белая пешка · h2 белая пешка · a1 белая ладья · g1 белый король | c8 чёрная ладья · e8 чёрный конь · f8 чёрная ладья · a7 чёрная пешка · b7 чёрный слон · d7 чёрная пешка · f7 чёрный король · g7 чёрная пешка · h7 белый ферзь · e6 чёрный ферзь · f6 чёрная пешка · h6 белый слон · b5 чёрная пешка · d4 белая пешка · h4 белая ладья · a3 белая пешка · g3 белый конь · g2 белая пешка · h2 белая пешка · a1 белая ладья · g1 белый король | 2 |
| 1 | c8 чёрная ладья · e8 чёрный конь · f8 чёрная ладья · a7 чёрная пешка · b7 чёрный слон · d7 чёрная пешка · f7 чёрный король · g7 чёрная пешка · h7 белый ферзь · e6 чёрный ферзь · f6 чёрная пешка · h6 белый слон · b5 чёрная пешка · d4 белая пешка · h4 белая ладья · a3 белая пешка · g3 белый конь · g2 белая пешка · h2 белая пешка · a1 белая ладья · g1 белый король | c8 чёрная ладья · e8 чёрный конь · f8 чёрная ладья · a7 чёрная пешка · b7 чёрный слон · d7 чёрная пешка · f7 чёрный король · g7 чёрная пешка · h7 белый ферзь · e6 чёрный ферзь · f6 чёрная пешка · h6 белый слон · b5 чёрная пешка · d4 белая пешка · h4 белая ладья · a3 белая пешка · g3 белый конь · g2 белая пешка · h2 белая пешка · a1 белая ладья · g1 белый король | c8 чёрная ладья · e8 чёрный конь · f8 чёрная ладья · a7 чёрная пешка · b7 чёрный слон · d7 чёрная пешка · f7 чёрный король · g7 чёрная пешка · h7 белый ферзь · e6 чёрный ферзь · f6 чёрная пешка · h6 белый слон · b5 чёрная пешка · d4 белая пешка · h4 белая ладья · a3 белая пешка · g3 белый конь · g2 белая пешка · h2 белая пешка · a1 белая ладья · g1 белый король | c8 чёрная ладья · e8 чёрный конь · f8 чёрная ладья · a7 чёрная пешка · b7 чёрный слон · d7 чёрная пешка · f7 чёрный король · g7 чёрная пешка · h7 белый ферзь · e6 чёрный ферзь · f6 чёрная пешка · h6 белый слон · b5 чёрная пешка · d4 белая пешка · h4 белая ладья · a3 белая пешка · g3 белый конь · g2 белая пешка · h2 белая пешка · a1 белая ладья · g1 белый король | c8 чёрная ладья · e8 чёрный конь · f8 чёрная ладья · a7 чёрная пешка · b7 чёрный слон · d7 чёрная пешка · f7 чёрный король · g7 чёрная пешка · h7 белый ферзь · e6 чёрный ферзь · f6 чёрная пешка · h6 белый слон · b5 чёрная пешка · d4 белая пешка · h4 белая ладья · a3 белая пешка · g3 белый конь · g2 белая пешка · h2 белая пешка · a1 белая ладья · g1 белый король | c8 чёрная ладья · e8 чёрный конь · f8 чёрная ладья · a7 чёрная пешка · b7 чёрный слон · d7 чёрная пешка · f7 чёрный король · g7 чёрная пешка · h7 белый ферзь · e6 чёрный ферзь · f6 чёрная пешка · h6 белый слон · b5 чёрная пешка · d4 белая пешка · h4 белая ладья · a3 белая пешка · g3 белый конь · g2 белая пешка · h2 белая пешка · a1 белая ладья · g1 белый король | c8 чёрная ладья · e8 чёрный конь · f8 чёрная ладья · a7 чёрная пешка · b7 чёрный слон · d7 чёрная пешка · f7 чёрный король · g7 чёрная пешка · h7 белый ферзь · e6 чёрный ферзь · f6 чёрная пешка · h6 белый слон · b5 чёрная пешка · d4 белая пешка · h4 белая ладья · a3 белая пешка · g3 белый конь · g2 белая пешка · h2 белая пешка · a1 белая ладья · g1 белый король | c8 чёрная ладья · e8 чёрный конь · f8 чёрная ладья · a7 чёрная пешка · b7 чёрный слон · d7 чёрная пешка · f7 чёрный король · g7 чёрная пешка · h7 белый ферзь · e6 чёрный ферзь · f6 чёрная пешка · h6 белый слон · b5 чёрная пешка · d4 белая пешка · h4 белая ладья · a3 белая пешка · g3 белый конь · g2 белая пешка · h2 белая пешка · a1 белая ладья · g1 белый король | 1 |
|   | a | b | c | d | e | f | g | h |   |

1.d4 Кf6 2.c4 e6 3.Кc3 Сb4 4.e3 c5 5.a3 С:c3+ 6.bc b6 7.Сd3 Сb7 8.f3 Кc6 9.Кe2 0-0 10.0-0 Кa5 11.e4 Кe8 12.Кg3 cd 13.cd Лc8 14.f4 К:c4 15.f5 f6 16.Лf4 b5! Чёрные освобождают поле для ферзя и начинают контригру. 17.Лh4 Фb6 18.e5 К:e5 19.fe К:d3 20.Ф:d3 Ф:e6! Этот ход сильнее, чем пассивное 20…g6? В этом случае белые получали сильную атаку 21.Сh6! Кg7 22.С:g7 Кр: g7 23.Кf5+! и т. д. 21.Ф:h7+ Крf7 22.Сh6. (см. диаграмму)
22…Лh8! Чёрные жертвой ладьи завлекают белого ферзя на поле h8, где он выключен из игры, и сами проводят матовую атаку. 23.Ф:h8 Лc2 24.Лc1? Упуская последнюю возможность завязать осложнения ходом 24.d5! 24…Л:g2+ 25.Крf1 Фb3 26.Крe1 Фf3. Белые сдались.
Эйве возглавлял Нидерланды на пяти послевоенных олимпиадах (1950, 1954, 1958, 1960, 1962). В 1958 году Эйве показал второй результат на своей доске (8½ из 11). Через два года он набрал только 6½ из 16. На свою последнюю олимпиаду в Варне Эйве прилетел к важному матчу с Польшей в полуфинальном турнире, который Нидерландам было необходимо выигрывать — 4:0, и помог добиться нужного результата. Затем он сыграл ещё шесть партий, сведя все вничью.
В 1950-х Эйве занялся изучением компьютерных технологий. В 1956 году он был назначен консультантом в нидерландском отделении американской компании Remington Rand, разработчика ЭВМ. В следующем году во время рабочей поездки в США Эйве сыграл две партии с тринадцатилетним Бобби Фишером (одну Эйве выиграл, вторая закончилась вничью). В 1959 году Эйве назначили директором Исследовательского центра по автоматической обработке данных, а через два года — главой учреждённой Евратомом комиссии, изучавшей способности компьютера к игре в шахматы. С 1964 года Эйве занимал должность профессора в Высшей экономической школе в Роттердаме и читал курс по автоматической обработке данных, а позднее стал профессором в Тилбургском университете, откуда ушёл в 1971 году.

### Президент ФИДЕ
В 1970 году Эйве, выдвинутый группой ведущих гроссмейстеров и поддержанный советской федерацией, был единогласно избран на пост президента ФИДЕ, сменив Фольке Рогарда. Кандидатура Эйве на конгрессе ФИДЕ была единственной.
Как президент ФИДЕ Эйве внёс большой вклад в развитие и пропаганду шахмат, способствовал укреплению международных спортивных связей, хотя, по мнению ряда критиков, обратной стороной популяризации шахмат стало обесценивание спортивных званий. Кроме того, Эйве сыграл важную роль в принятии рейтинга Эло в качестве официального инструмента и основы квалификационной системы ФИДЕ. На время президентства Эйве пришёлся ряд конфликтов между Западом и советским блоком, во время которых Эйве продемонстрировал умение достигать компромисса.
В 1972 году в Рейкьявике состоялся матч за звание чемпиона мира между Борисом Спасским и Робертом Фишером, закончившийся победой последнего. То, что матч состоялся, было во многом личной заслугой Эйве, который несколько раз шёл на уступки претенденту. Так, Эйве принял решение отложить начало матча, когда Фишер не прибыл в Рейкьявик к церемонии открытия и первой партии, аргументировав это болезнью претендента, хотя всем было известно, что реальной причиной были разногласия между Фишером и американской федерацией. Эйве также прикладывал усилия для того, чтобы в 1975 году состоялся матч между Фишером и Карповым, однако после того, как Фишер не подтвердил согласие играть матч к установленному сроку, Эйве провозгласил чемпионом мира Карпова.
В ходе второго четырёхлетнего срока Эйве принял два решения, которые вызвали недовольство советского руководства. В 1976 году Эйве настоял на том, чтобы состоялась шахматная олимпиада в Хайфе, которую из-за места проведения бойкотировали СССР, другие социалистические страны и ряд арабских стран. Тогда же Эйве оказал поддержку Виктору Корчному, который после турнира в Нидерландах не вернулся в СССР, а запросил политическое убежище. В частности, Эйве гарантировал, что Корчной сохранит право участвовать в претендентских матчах. Советское руководство инициировало кампанию против выдвижения Эйве на третий срок. На очередных выборах в 1978 году Эйве не выставил свою кандидатуру, и новым президентом был избран исландский гроссмейстер Фридрик Олафссон.

### Смерть
В начале ноября 1981 года Эйве летал в Израиль, на Мёртвое море. На второй день у него случился сердечный приступ, и он вынужден был лечь в больницу. Выписавшись, он вылетел в Нидерланды, и там ему была сделана операция. 26 ноября 1981 года Эйве скончался от ещё одного сердечного приступа в амстердамском госпитале, где он находился после операции. Его пережили жена и три дочери. Тело Эйве было кремировано 1 декабря, на церемонии присутствовали сотни посетителей.

## Память об Эйве
В центре Амстердама, недалеко от площади Лейдсеплейн, есть площадь Макса Эйве (Max Euwe Plein). На площади расположен Центр Макса Эйве (Max Euwe Centrum) с музеем шахмат и библиотекой. Перед входом в Центр находятся открытый в 2004 году памятник Эйве работы скульптора Хосе Фейно оф Геверика и большая шахматная доска под открытым небом.
В 1987—1996 годах в Нидерландах проходили Мемориалы Эйве. Всего состоялось десять турниров, пока финансировавший турнир банк VSB не прекратил спонсорскую поддержку. Почти все мемориалы представляли собой двухкруговые турниры на четыре человека. В разное время в них играли Карпов, Каспаров, Ананд, Крамник, Шорт, Топалов, Тимман.

## Творчество

### Стиль и влияние
Для Эйве характерен рациональный, преимущественно логический, подход к шахматному творчеству. Он играл агрессивно, хотя в некоторых случаях и излишне прямолинейно. Эйве был универсальным шахматистом: он много изучал момент перехода из дебюта в миттельшпиль, в чём был одним из первых, и эндшпиль, и достиг высокого мастерства в обеих стадиях. Одновременно он обладал очень хорошим комбинационным зрением, которое Каспаров считал сильнейшей стороной голландского шахматиста. Михаил Ботвинник дал Эйве периода первого матча с Алехиным следующую характеристику:

Исключительно стремительный, активный шахматист. Даже защищаясь, всегда стремится к активной контригре. Любит играть на флангах. Любит позиции без слабостей, посвободнее, делает беспокоящие длинные ходы. Стремится к развитию. Имея преимущество в позиции, не уклоняется от разменов, удовлетворяясь лучшим эндшпилем. Ошибки использует превосходно. Имея материальный перевес (пешка, качество), играет с удвоенной силой. Тонкая, превосходная техника, не без трюков…
Говоря о ранних партиях Эйве (с 1920 по 1927 год), Николай Крогиус, гроссмейстер и доктор психологических наук, выделял пять особенностей: точность расчёта, недоверие к интуитивным решениям, неуверенность при проведении сложных стратегических планов, активную, вплоть до самоуверенности, игру и отличные бойцовские качества. Также Крогиус отмечал, что Эйве избегал жертв материала, если они не вели к форсированным вариантам, и напротив, охотно принимал жертвы сам, пытаясь удержать материальный перевес.
Эйве был признанным знатоком дебютов, и многие его победы были одержаны благодаря полученному в дебюте и затем последовательно реализованному преимуществу. Крогиус отмечал, что уже в матче с Алехиным в 1926—1927 годах по инициативе Эйве было сыграно девять разных дебютов в десяти партиях. В 1939 году Эйве опубликовал фундаментальную «Теорию шахматных дебютов» в 12 томах (Theorie der schaakopeningen (нид.), на русском языке не издавалась). В числе собственных разработок Эйве — системы в славянской защите и защите Нимцовича за оба цвета.
Успехам Эйве во многом способствовала целенаправленная подготовка к важным соревнованиям, которая потом стала нормой для сильнейших шахматистов. Эйве совершенствовал дебютный репертуар, привлекал штат помощников (среди них были Ханс Кмох и Саломон Флор), занимался спортом. Чуть позже этот же метод взял на вооружение Ботвинник.

### Литературная деятельность
Перу Эйве принадлежат несколько десятков шахматных книг. Его первая книга «Уроки шахматной игры», вышедшая в Голландии в 1927 году (в СССР — в 1931), была новаторской, поскольку рассказ о дебютах не ограничивался перечнями вариантов, а был построен вокруг анализа ключевых позиций. Эйве высоко ценил Вильгельма Стейница, одного из создателей позиционной игры, и в «Курсе шахматных лекций» подробно разобрал его партии. Отличительной чертой книг Эйве является простое и доступное изложение базовых принципов ведения позиционной игры.
Гроссмейстер Геннадий Сосонко обучал детей в Ленинградском дворце пионеров по книге Эйве «Курс шахматных лекций» и считает её одной из лучших шахматных книг в мире.

12-й чемпион мира по шахматам Анатолий Карпов в предисловии к книге Эйве «Стратегия и тактика. Курс шахматных лекций» издания 2013 года отмечает: 
Творческое наследие пятого чемпиона мира по шахматам, одолевшего в матче великого Алехина, огромно, но, к сожалению, почти неизвестно нашему читателю. Те же, кому посчастливилось прочесть труды Эйве, считают его одним из лучших шахматных авторов. Мне повезло, среди моих первых книг был и его «Курс шахматных лекций»…Труды голландского чемпиона, долгие годы проработавшего педагогом (сначала в лицее, затем в университете), отличают логическая последовательность и четкость изложения, умение выделить главное и доходчиво раскрыть любую тему.

## Результаты выступлений

### Турниры
| Год       | Город            | Турнир                                 | +   | −   | =  | Результат       | Место |
| --------- | ---------------- | -------------------------------------- | --- | --- | -- | --------------- | ----- |
| 1919      | Амстердам        | Клубный турнир                         | 4   | 3   | 3  | 5½ из 10        | 6     |
|           | Харлем           | Клубный турнир                         | 4   | 1   | 0  | 4 из 5          | 1     |
|           | Гастингс         | Международный турнир (класс 1б)        |     |     |    | 7 из 11         | 4     |
|           | Амстердам        | Клубный турнир                         | 2   | 4   | 0  | 2 из 6          | 6     |
|           | Гаага            | Чемпионат Нидерландов                  | 3   | 1   | 3  | 4½ из 7         | 2-3   |
| 1920      | Бромли           | Международный турнир (группа 2)        |     |     |    | 4 из 5          | 1-2   |
|           | Амстердам        | Международный турнир                   | 3   | 2   | 1  | 3½ из 6         | 4     |
|           | Амстердам        | Клубный турнир                         | 1   | 1   | 5  | 3½ из 7         | 5-6   |
|           | Гётеборг         | Международный турнир (группа Б)        | 7   | 2   | 6  | 10 из 15        | 2-3   |
|           | Амстердам        | Четверной турнир                       | 3   | 0   | 0  | 3 из 3          | 1     |
|           | Амстердам        | Клубный турнир                         |     |     |    | 5½ из 7         | 1     |
|           | Схевенинген      | Четверной турнир                       | 2   | 1   | 0  | 2 из 3          | 2     |
|           | Амстердам        | Студенческий турнир                    | 1   | 1   | 1  | 1½ из 3         | 2-3   |
| 1921      | Бродстер         | Международный турнир Полуфинал Финал   | 4 3 | 0 1 | 1  | 4½ из 5 3½ из 5 | 1-2   |
|           | Вена             | Международный турнир                   | 6   | 2   | 3  | 7½ из 11        | 2     |
|           | Неймеген         | Чемпионат Нидерландов                  | 5   | 1   | 1  | 5½ из 7         | 1     |
|           | Будапешт         | Международный турнир                   | 4   | 4   | 3  | 5½ из 11        | 6     |
|           | Гаага            | Международный турнир                   | 1   | 6   | 2  | 2 из 9          | 9     |
| 1922      | Пьештяни         | Международный турнир                   | 4   | 5   | 9  | 8½ из 18        | 9-11  |
|           | Лондон           | Международный турнир                   | 4   | 8   | 3  | 5½ из 15        | 11    |
|           | Амстердам        | Клубный турнир                         | 5   | 1   | 3  | 6½ из 9         | 1-2   |
| 1923      | Амстердам        | Четверной турнир                       | 2   | 0   | 1  | 2½ из 3         | 1     |
|           | Моравска Острава | Международный турнир                   | 4   | 3   | 6  | 7 из 13         | 5-6   |
|           | Схевенинген      | Международный турнир                   | 3   | 4   | 3  | 4½ из 10        |       |
| 1923/1924 | Гастингс         | Международный турнир                   | 7   | 1   | 1  | 7½ из 9         | 1     |
| 1924      | Уэстон           | Международный турнир                   | 6   | 0   | 3  | 7½ из 9         | 1     |
|           | Париж            | Чемпионат мира среди любителей (финал) | 2   | 2   | 4  | 4 из 8          | 4-6   |
|           | Амстердам        | Чемпионат Нидерландов                  | 6   | 1   | 2  | 7 из 9          | 1     |
| 1925      | Висбаден         | Четверной турнир                       | 3   | 0   | 3  | 4½ из 6         | 1     |
|           | Амстердам        | Четверной турнир                       | 2   | 1   | 0  | 2 из 3          | 2     |
| 1926      | Амстердам        | Четверной турнир                       | 1   | 1   | 1  | 1½ из 3         | 3     |
|           | Уэстон           | Международный турнир                   | 7   | 0   | 2  | 8 из 9          | 1     |
|           | Утрехт           | Чемпионат Нидерландов                  | 9   | 0   | 2  | 10 из 11        | 1     |
| 1927      | Утрехт           | Четверной турнир                       | 2   | 0   | 1  | 2½ из 3         | 1     |
| 1928      | Гаага            | Чемпионат мира среди любителей ФИДЕ    | 10  | 1   | 4  | 12 из 15        | 1     |
|           | Киссинген        | Международный турнир                   | 4   | 2   | 5  | 6½ из 11        | 3-4   |
| 1929      | Амстердам        | Чемпионат Нидерландов                  | 8   | 0   | 1  | 8½ из 9         | 1     |
|           | Карлсбад         | 4-й международный турнир               | 6   | 3   | 12 | 12 из 21        | 5-7   |
| 1930      | Амстердам        | Клубный турнир                         | 2   | 1   | 2  | 3 из 5          | 2     |
| 1930/1931 | Гастингс         | Международный турнир                   | 6   | 1   | 2  | 7 из 9          | 1     |
| 1931      | Амстердам        | Четверной турнир                       | 2   | 0   | 1  | 2½ из 3         | 1     |
| 1931/1932 | Гастингс         | Международный турнир                   | 3   | 2   | 4  | 5 из 9          | 3     |
| 1932      | Берн             | Международный турнир                   | 8   | 0   | 7  | 11½ из 15       | 2-3   |
|           | Гаага            | Шестерной турнир                       | 4   | 0   | 1  | 4½ из 5         | 5     |
| 1933      | Амстердам        | Шестерной турнир                       | 4   | 0   | 1  | 4½ из 5         | 1     |
|           | Гаага/Лейден     | Чемпионат Нидерландов                  | 7   | 0   | 2  | 8 из 9          | 1     |
| 1934      | Цюрих            | Международный турнир                   | 10  | 1   | 4  | 12 из 15        | 2-3   |
|           | Ленинград        | Турнир мастеров                        | 2   | 2   | 7  | 5½ из 11        | 6     |
| 1934/1935 | Гастингс         | Международный турнир                   | 4   | 0   | 5  | 6½ из 9         | 1-3   |
| 1936      | Зандвоорт        | Международный турнир                   | 5   | 1   | 5  | 7½ из 11        | 2     |
|           | Ноттингем        | Международный турнир                   | 7   | 2   | 5  | 9½ из 14        | 3-5   |
|           | Амстердам        | Международный турнир                   | 3   | 0   | 4  | 5 из 7          | 1-2   |
| 1937      | Лейден           | Четверной турнир                       | 2   | 1   | 0  | 2 из 3          | 1-2   |
|           | Бад-Наухайм      | Четверной турнир                       | 3   | 1   | 2  | 4 из 6          | 1     |
| 1938      | Нордвейк         | Международный турнир                   | 3   | 2   | 4  | 5 из 9          | 4     |
|           | Амстердам        | Чемпионат Нидерландов                  | 7   | 0   | 4  | 9 из 11         | 1     |
|           | Нидерланды       | АВРО, международный турнир             | 4   | 4   | 6  | 7 из 14         | 4-6   |
| 1938/1939 | Гастингс         | Международный турнир                   | 5   | 1   | 3  | 6½ из 9         | 2     |
| 1939      | Суст             | Четверной турнир                       | 2   | 0   | 1  | 2½ из 3         | 1     |
|           | Нидерланды       | Шестерной турнир                       | 2   | 0   | 3  | 3½ из 5         | 1-2   |
|           | Нидерланды       | Шестерной турнир                       | 2   | 0   | 3  | 3½ из 5         | 1-2   |
|           | Борнмут          | Международный турнир                   | 7   | 0   | 4  | 9 из 11         | 1     |
| 1940      | Бевервейк        | Четверной турнир                       | 3   | 0   | 0  | 3 из 3          | 1     |
|           | Делфт            | Четверной турнир                       | 1   | 0   | 2  | 2 из 3          | 2     |
|           | Будапешт         | Международный турнир                   | 4   | 0   | 1  | 4½ из 5         | 1     |
|           | Баарн            | Четверной турнир                       | 1   | 1   | 1  | 1½ из 3         | 2-3   |
|           | Амстердам        | Клубный турнир                         | 6   | 0   | 1  | 6½ из 7         | 1     |
|           | Роттердам        | Клубный турнир                         | 6   | 1   | 2  | 7 из 9          | 1     |
|           | Амстердам        | Шестерной турнир                       | 3   | 0   | 2  | 4 из 5          | 1-2   |
| 1941      | Бевервейк        | Четверной турнир                       | 1   | 1   | 1  | 1½ из 3         | 3     |
|           | Баарн            | Клубный турнир                         | 5   | 0   | 2  | 6 из 7          | 1     |
|           | Амстердам        | Четверной турнир                       | 3   | 0   | 0  | 3 из 3          | 1     |
| 1942      | Бевервейк        | Шестерной турнир                       | 4   | 0   | 1  | 4½ из 5         | 1     |
|           | Роттердам        | Клубный турнир                         |     |     |    | 7½ из 9         | 1     |
| 1945/1946 | Гастингс         | Международный турнир                   | 5   | 2   | 4  | 7 из 11         | 3-5   |
| 1946      | Лондон           | Международный турнир                   | 9   | 1   | 1  | 9½ из 11        | 1     |
|           | Маастрихт        | Международный турнир                   | 7   | 1   | 1  | 7½ из 9         | 1     |
|           | Зандам           | Международный турнир                   | 9   | 1   | 1  | 9½ из 11        | 1     |
|           | Гронинген        | Международный турнир                   | 11  | 2   | 6  | 14 из 19        | 2     |
|           | Амстердам        | Четверной турнир                       | 2   | 0   | 1  | 2½ из 3         | 1     |
|           | Лейден           | Клубный турнир                         | 6   | 0   | 1  | 6½ из 7         | 1     |
| 1947      | Мар-дель-Плата   | Международный турнир                   |     |     |    | 10½ из 17       | 5-6   |
|           | Буэнос-Айрес     | Шестерной турнир (2 круга)             |     |     |    | 4½ из 10        | 4     |
|           | Хилверсюм        | Клубный турнир                         | 3   | 3   | 1  | 3½ из 7         | 4     |
| 1948      | Гаага/Москва     | Матч-турнир                            | 1   | 13  | 6  | 4 из 20         | 5     |
|           | Плимут           | Турнир мастеров                        | 4   | 1   | 2  | 5 из 7          | 1-2   |
|           | Венеция          | Международный турнир                   | 5   | 2   | 6  | 8 из 13         | 4     |
|           | Рейкьявик        | Турнир мастеров                        | 2   | 0   | 3  | 3½ из 5         | 1     |
| 1948/1949 | Нью-Йорк         | Международный турнир                   | 2   | 1   | 6  | 5 из 9          | 3-4   |
| 1949      | Лейден           | Четверной турнир                       | 1   | 0   | 2  | 2 из 3          | 1-2   |
|           | Копенгаген       | Турнир мастеров                        |     |     |    | 5½ из 7         | 1     |
|           | Баарн            | Клубный турнир                         | 6   | 0   | 1  | 6½ из 7         | 1     |
| 1949/1950 | Гастингс         | Международный турнир                   | 3   | 1   | 5  | 5½ из 9         | 3     |
| 1950      | Бевервейк        | Международный турнир                   | 4   | 1   | 4  | 6 из 9          | 2-3   |
|           | Берлин           | Турнир мастеров                        | 4   | 0   | 1  | 4½ из 5         | 1     |
|           | Амстердам        | Чемпионат Нидерландов                  | 8   | 0   | 3  | 9½ из 11        | 1     |
|           | Амстердам        | Международный турнир                   | 5   | 1   | 13 | 11½ из 19       | 6-7   |
| 1950/1951 | Люцерн           | Международный турнир                   |     |     |    | 5½ из 7         | 1-2   |
| 1951      | Нью-Йорк         | Международный турнир                   | 6   | 2   | 3  | 7½ из 11        | 2     |
|           | Хихон            | Международный турнир                   | 7   | 1   | 2  | 8 из 10         | 1     |
|           | Пейнтон          | Международный турнир                   | 6   | 1   | 0  | 6 из 7          | 2     |
|           | Гаага            | Турнир мастеров                        | 2   | 0   | 2  | 3 из 4          | 1-2   |
|           | Гётеборг         | Турнир мастеров                        |     |     |    | 5½ из 7         | 1     |
| 1952      | Бевервейк        | Международный турнир                   | 6   | 0   | 3  | 7½ из 9         | 1     |
|           | Базель           | Международный турнир                   | 3   | 0   | 4  | 5 из 7          | 2     |
|           | Энсхеде          | Чемпионат Нидерландов                  | 6   | 1   | 3  | 7½ из 10        | 1     |
|           | Цюрих            | Международный турнир                   | 9   | 3   | 1  | 9½ из 13        | 2-3   |
| 1953      | Бевервейк        | Международный турнир                   | 4   | 1   | 6  | 7 из 11         | 3-6   |
|           | Швейцария        | Командный турнир (1-я доска)           | 4   | 1   | 0  | 4 из 5          | 1     |
|           | Нойхаузен/Цюрих  | Турнир претендентов                    | 5   | 10  | 13 | 11½ из 28       | 14    |
| 1954      | Амстердам        | Чемпионат Нидерландов                  | 4   | 1   | 6  | 7 из 11         | 2-3   |
|           | Цюрих            | Международный турнир                   | 5   | 1   | 5  | 7½ из 11        | 3     |
| 1955      | Венендаль        | Турнир мастеров                        | 2   | 0   | 3  | 3½ из 5         | 1-2   |
|           | Йоханнесбург     | Турнир мастеров                        | 4   | 1   | 2  | 5 из 7          | 3     |
|           | Швейцария        | Командный турнир (1-я доска)           | 3   | 0   | 2  | 4 из 5          | 1     |
| 1956      | ФРГ              | Командный турнир (1-я доска)           |     |     |    | 4 из 5          |       |
| 1957      | Швейцария        | Командный турнир (1-я доска)           | 4   | 0   | 1  | 4½ из 5         |       |
| 1958      | Бевервейк        | Международный турнир                   | 3   | 1   | 5  | 5½ из 8         | 1-2   |
|           | Швейцария        | Командный турнир (1-я доска)           |     |     |    | 1½ из 4         |       |
| 1969      | Бладель          | Турнир ветеранов                       | 1   | 0   | 2  | 2 из 3          | 1     |

### Матчи
| Год       | Город                  | Противник                                                                        | + | −  | =  | Результат |
| --------- | ---------------------- | -------------------------------------------------------------------------------- | - | -- | -- | --------- |
| 1920      | Амстердам              | Майер                                                                            | 5 | 0  | 1  | 5½ из 6   |
|           | Амстердам              | М. Маршан                                                                        |   |    |    | 5 из 10   |
|           | Амстердам              | Р. Рети                                                                          | 1 | 3  | 0  | 1 из 4    |
|           | Амстердам              | ван Хартингсвельт                                                                |   |    |    | 6½ из 11  |
| 1921      | Бад-Аусзее             | Г. Мароци                                                                        | 2 | 2  | 8  | 6 из 12   |
| 1922      | Берлин                 | Э. Пост, 1-я доска в матче Германия — Нидерланды                                 | 2 | 0  | 0  | 2 из 2    |
| 1924      | Зютфен                 | Э. Колле                                                                         | 5 | 3  | 0  | 5 из 8    |
|           | Амстердам              | Ж. Давидсон                                                                      | 5 | 1  | 3  | 6½ из 9   |
| 1926      | Амстердам              | Ж. Давидсон                                                                      | 3 | 0  | 2  | 4 из 5    |
| 1926/1927 | Нидерланды             | А. Алехин                                                                        | 2 | 3  | 5  | 4½ из 10  |
| 1927      | Амстердам              | Ж. Давидсон (матч не доигран)                                                    | 2 | 0  | 0  | 2 из 2    |
| 1928      | Нидерланды             | Э. Колле                                                                         | 5 | 0  | 1  | 5½ из 6   |
|           | Нидерланды             | Е. Боголюбов                                                                     | 2 | 3  | 5  | 4½ из 10  |
| 1928/1929 | Нидерланды             | Е. Боголюбов                                                                     | 1 | 2  | 7  | 4½ из 10  |
| 1931      | Амстердам              | С. Ландау                                                                        | 3 | 1  | 2  | 4 из 6    |
|           | Амстердам              | Д. Нотебом                                                                       | 3 | 0  | 3  | 4½ из 6   |
|           | Амстердам              | Х. Р. Капабланка                                                                 | 0 | 2  | 8  | 4 из 10   |
| 1932      | Амстердам              | Р. Шпильман                                                                      | 2 | 0  | 2  | 3 из 4    |
|           | Карлсбад               | С. Флор                                                                          | 3 | 3  | 10 | 8 из 16   |
| 1934      | Амстердам              | Й. ван ден Босх                                                                  | 6 | 0  | 0  | 6 из 6    |
|           | Амстердам              | С. Ландау                                                                        | 4 | 1  | 1  | 4½ из 6   |
| 1935      | 13 городов Нидерландов | А. Алехин (матч за звание чемпиона мира)                                         | 9 | 8  | 13 | 15½ из 30 |
| 1937      |                        | Александр Алехин (матч за звание чемпиона мира)                                  | 4 | 10 | 11 | 9½ из 25  |
| 1938      | Лондон                 | У. Уинтер (по другим данным, У. Фэрхерст), 1-я доска в матче Англия — Нидерланды | 1 | 0  | 1  | 1½ из 2   |
| 1939      | Брюссель               | А. О’Келли, 1-я доска в матче Бельгия — Нидерланды                               | 1 | 0  | 1  | 1½ из 2   |
|           | Гаага                  | К. Александер, 1-я доска в матче Нидерланды — Англия                             | 0 | 1  | 1  | ½ из 2    |
|           | Роттердам              | В. Петров, 1-я доска в матче Нидерланды — Латвия                                 | 1 | 0  | 1  | 1½ из 2   |
|           |                        | С. Ландау, на первенство Нидерландов                                             | 5 | 0  | 5  | 7½ из 10  |
| 1939/1940 | Нидерланды             | П. Керес                                                                         | 5 | 6  | 3  | 6½ из 14  |
| 1940      | Амстердам              | Х. Крамер                                                                        | 3 | 1  | 4  | 5 из 8    |
| 1941      | Амстердам              | Х. Крамер                                                                        | 6 | 0  | 2  | 7 из 8    |
|           | Карлсбад               | Е. Боголюбов                                                                     | 5 | 2  | 3  | 6½ из 10  |
| 1942      |                        | А. ван ден Хук, на первенство Нидерландов                                        | 6 | 0  | 4  | 8 из 10   |
| 1947      | Цюрих                  | Г. Гроб                                                                          | 5 | 0  | 1  | 5½ из 6   |
| 1948      | Лондон                 | Р. Бродбент, 1-я доска в матче Англия — Нидерланды                               | 1 | 0  | 1  | 1½ из 2   |
|           | Амстердам              | Т. ван Схелтинга                                                                 | 3 | 0  | 5  | 5½ из 8   |
| 1949      | Блед                   | В. Пирц                                                                          | 2 | 2  | 6  | 5 из 10   |
|           | Загреб                 | П. Трифунович, 1-я доска в матче Югославия — Нидерланды                          | 0 | 0  | 2  | 1 из 2    |
|           | Будапешт               | Л. Сабо, 1-я доска в матче Венгрия — Нидерланды                                  | 0 | 1  | 1  | ½ из 2    |
|           | Прага                  | Я. Фолтыс, 1-я доска в матче Чехословакия — Нидерланды                           | 1 | 0  | 1  | 1½ из 2   |
|           | Утрехт                 | К. Александер, 1-я доска в матче Нидерланды — Англия                             | 1 | 0  | 1  | 1½ из 2   |
| 1950      | Гаага                  | Я. Доннер                                                                        | 1 | 0  | 3  | 2½ из 4   |
|           | Утрехт                 | С. Глигорич, 1-я доска в матче Нидерланды — Югославия                            | 0 | 0  | 2  | 1 из 2    |
| 1951      | Дюссельдорф            | В. Унцикер, 1-я доска в матче ФРГ — Нидерланды                                   | 2 | 0  | 0  | 2 из 2    |
| 1954      | Утрехт                 | В. Унцикер, 1-я доска в матче Нидерланды — ФРГ                                   |   |    |    | 1 из 2    |
| 1955      | Роттердам              | М. Филип, 1-я доска в матче Нидерланды — Чехословакия                            | 0 | 1  | 1  | ½ из 2    |
| 1955/1956 |                        | Я. Доннер, на первенство Нидерландов                                             | 4 | 0  | 6  | 7 из 10   |
| 1957      | Дортмунд               | В. Унцикер, 1-я доска в матче ФРГ — Нидерланды                                   |   |    |    | 1 из 2    |
| 1958      | Флиссинген             | Дж. Пенроуз, 1-я доска в матче Нидерланды — Англия                               | 1 | 0  | 1  | 1½ из 2   |
| 1959      | Челтенхэм              | Дж. Пенроуз, 1-я доска в матче Англия — Нидерланды                               |   |    |    | 1 из 2    |
| 1973      | Амстердам              | Х. Рее, 1-я доска в матче «ветераны против молодёжи»                             | 1 | 0  | 1  | 1½ из 2   |

### Шахматные олимпиады
Макс Эйве принял участие в 7 олимпиадах (6 раз представлял команду на первой доске; на олимпиаде 1927 года игроки могли играть за любой доской).
| Год  | Город     | Номер олимпиады | + | − | = | Результат | Место командное | Место личное |
| ---- | --------- | --------------- | - | - | - | --------- | --------------- | ------------ |
| 1927 | Лондон    | 1-я олимпиада   | 7 | 1 | 7 | 10½ из 15 | 4               | 6            |
| 1937 | Стокгольм | 7-я олимпиада   | 8 | 2 | 3 | 9½ из 13  | 6               | 3            |
| 1950 | Дубровник | 9-я олимпиада   | 5 | 1 | 6 | 8 из 12   | 5               | 6            |
| 1954 | Амстердам | 11-я олимпиада  | 4 | 2 | 7 | 7½ из 13  | 8               | 10           |
| 1958 | Мюнхен    | 13-я олимпиада  | 7 | 1 | 3 | 8½ из 11  | 14              | 2            |
| 1960 | Лейпциг   | 14-я олимпиада  | 3 | 6 | 7 | 6½ из 16  | 10              | 29           |
| 1962 | Варна     | 15-я олимпиада  | 1 | 0 | 6 | 4 из 7    | 11              |              |

## Книги
Эйве лично и в соавторстве написал несколько десятков книг, которые многократно переиздавались. Ниже приведён список книг, вышедших на русском языке (многие из них переиздавались несколько раз):
- Эйве, Макс. Курс шахматных лекций = нидерл. Practische Schaaklessen / пер. с голландского А. А. Смирнова. — 1-е изд.. — М.—Л.: Физкультура и туризм, 1930. — 163 с. — 4750 экз.
  - Переиздания: 2-е изд. 1931 г., тираж 8000 экз.; 3-е изд. 1936 г., тираж 10000 экз.
- Ден-Гертог, Герман[нидерл.], Эйве, Макс. Самоучитель шахматной игры = нидерл. Practische Schaaklessen / пер. с голландского А. А. Смирнова, отв. ред. С. О. Вайнштейн, тех. ред. М. С. Коган. — 1-е изд.. — М.—Л.: Физкультура и туризм, 1930. — 95 с. — (Библиотечка шахматиста, № 19-20). — 8000 экз.
  - Переиздания: 2-е изд. 1933 г., тираж 10000 экз.; 3-е изд. 1934 г., тираж 25000 экз.; 4-е изд. 1935 г., тираж 50000 экз.
- Эйве, Макс. Уроки шахматной игры = нидерл. Practische Schaaklessen / пер. с голландского А. А. Смирнова. — 1-е изд.. — М.—Л.: Физкультура и туризм, 1931. — 301 с. — 10 200 экз.
  - Переиздания: 2-е изд. 1935 г., тираж 10000 экз.
- Матч Алехин — Эйве на первенство мира: Сборник партий с прим. А. Алехина и М. Эйве = нидерл. Wedstrijdboek d-r A. Aljechin en d-r M. Euwe / предисл. Г. Я. Левенфиша, пер. с голландского С. О. Вайнштейна. — М.—Л.: Физкультура и туризм, 1936. — 218 с. — 10 000 экз.
- Эйве, Макс. Стратегия и тактика = нидерл. Strategie En Taktiek in Het Schaakspel / Авторизованный пер. с голландского С. О. Вайнштейна. — 1-е изд.. — М.—Л.: Физкультура и туризм, 1937. — 128 с.
- Эйве, Макс, Принс, Лодевейк. Баловень Каиссы: Х. Р. Капабланка (1888—1942) = нем. Capablanca / пер. с нем. В. И. Мурахвери. — М.: Физкультура и спорт, 1990. — 304 с. — 150 000 экз. — ISBN 5-278-00271-9.
- Эйве, Макс. Учебник шахматной игры (Уроки шахматной игры. Курс шахматных лекций) = нидерл. Practische Schaaklessen / пер. с нидерландского А. А. Смирнов, сост. Ф. М. Малкин. — М.: Терра-Спорт, 2003. — 480 с. — 5000 экз. — ISBN 5-93127-231-3.
- Эйве, Макс. Стратегия и тактика. Курс шахматных лекций = нидерл. Strategie En Taktiek in Het Schaakspel. Practische Schaaklessen / пер. с голландского С. О. Вайнштейна и А. А. Смирнова, предисл. А. Карпова. — М.: Русский шахматный дом, 2013. — 320 с. — (Шахматный университет). — ISBN 978-5-94693-287-5.
- Эйве, Макс, Мейден, Вальтер. Шахматный мастер против любителя = англ. Chess Master vs. Chess Amateur / пер. с английского Роман Рюмин. — М.: Русский шахматный дом, 2017. — 240 с. — (Шахматный университет). — ISBN 978-5-94693-541-8.
- Эйве, Макс, Мейден, Вальтер. Как стать шахматным мастером = нем. Amateur wird Meister / пер. с немецкого Андрей Ельков. — М.: Русский шахматный дом, 2017. — 272 с. — (Шахматный университет). — ISBN 978-5-94693-632-3.
- Эйве, Макс, Мейден, Вальтер. Секреты гроссмейстерских шахмат = англ. Chess Master and Grandmaster / пер. с английского Роман Рюмин. — М.: Русский шахматный дом, 2018. — 272 с. — (Шахматный университет). — ISBN 978-5-94693-700-9.
- Эйве, Макс, Ден-Гертог, Герман[нидерл.]. Самоучитель шахматной игры. Уроки шахматной игры = нидерл. Practische Schaaklessen / пер. с нидерландского А. А. Смирнова, сост. Калиниченко, Н. М.. — М.: Калиниченко, 2023. — 384 с. — (Школа шахмат). — ISBN 978-5-907234-87-1.

### Примечание к книгам
1. Согласно предисловию переводчика А. А. Смирнова к книге «Уроки шахматной игры» (1931), уроки I—V были первоначально написаны Ден Гертогом, на затем, во втором издании, были проредактированы Эйве. Уроки VI—XVIII полностью написаны одним Эйве, который, таким образом, принял на себя ответственность за всю книгу. Отдельно изданные в СССР книги «Самоучитель шахматной игры» (1937), «Уроки шахматной игры» (1931) и «Курс шахматных лекций» (1930) являются частями «большого концентрического руководства Ден-Гертог, Херман[нидерл.] и Эйве (Den-Hertog — Euwe, Practische Schaaklessen, 1927)»:
  - «Самоучитель шахматной игры» (1937) — 1 частью, содержащей правила игры и самые элементарные указания;
  - «Уроки шахматной игры» (1931) — 2 и 3 частью;
  - «Курс шахматных лекций» (1930) — 4 частью (дополнительным курсом повышенного типа).
2. Согласно предисловию переводчика А. А. Смирнова к книге «Самоучитель шахматной игры» (1937), XII глава «Примерные партии» целиком составлена советским авторским коллективом.